# Historia de Alcalá de Henares

Zonas ocupadas en distintas épocas.
Calcolítico (zona de La Esgaravita).
Edad del Bronce y Edad del Hierro (cerro del Ecce Homo).
Periodo romano hasta el (cerro de El Viso).
Periodo romano desde el (Complutum).
Periodo andalusí, siglo al (Alcalá la Vieja).
Sobre el Campus Laudabilis del, se convierte en núcleo principal desde el (Burgo de Santiuste o Alcalá de Henares).

La historia de Alcalá de Henares es el conjunto de hechos y procesos históricos testimoniado en los documentos, patrimonio artístico y vestigios producidos por las diferentes culturas que durante más de dos mil años han pasado por el territorio de la actual ciudad de Alcalá de Henares (Comunidad de Madrid) España.

## Edad Antigua

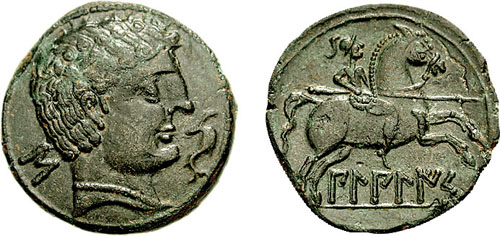
Bilbilis.
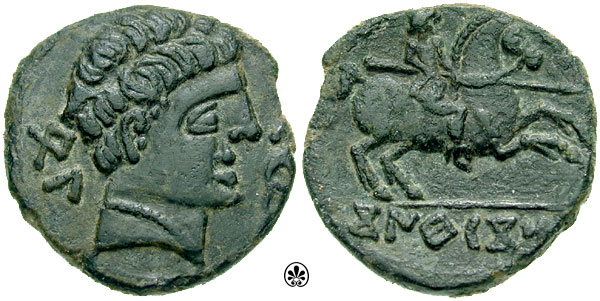
Segobriga.

La zona del valle del Henares y los cerros de su margen izquierda fueron objeto de ocupación humana desde la prehistoria. Hay vestigios del Calcolítico (pre-campaniforme, III-II milenio a. C.) y las edades del Bronce y del Hierro. El yacimiento encontrado en la cumbre del cerro del Ecce Homo tiene particular importancia para la prehistoria peninsular por testimoniar la evolución entre las poblaciones de la fase del Bronce final denominada "Cogotas" y las de las fases iniciales del Hierro (siglos XII al IX a. C.) Hacia el siglo II a. C. la zona se encontraba dentro de una amplia región definida por la presencia de los carpetanos, un pueblo del grupo celtibérico.
Las primeras referencias históricas corresponden a la Hispania romana, que incluía entre sus enclaves urbanos el oppidum o castro prerromano existente en el cerro del Viso (Iplacea -nombre emparentado con el ciclo troyano, con el que Ptolomeo y Plinio pretendían ennoblecer a los indígenas conquistados- o Ikesankom Kombouto -inscripción en alfabeto ibérico en una moneda de un tesorillo hallado en la cuesta de Zulema), conquistado en el periodo que va desde la toma de Toletum (Toledo, 192 a. C.) a la de Numancia (133 a. C.) Tras más de un siglo de romanización (se han detectado incluso huellas arqueológicas de la traza urbana, termas, templo y teatro, visibles en fotografía aérea), a principios del siglo I d. C. la población se trasladó al valle, al otro lado del río, en la confluencia del Henares con el arroyo Camarmilla (al suroeste de la actual Alcalá). La ciudad romana allí construida, denominada Complutum (palabra de etimología discutida), llegó a contar con 10 000 habitantes[cita requerida] y la categoría de municipium mediante un edicto de Vespasiano en el año 74. Fuera de su recinto existieron estructuras como la villa de El Val, una villa dedicada a la cría de caballos (donde se halló el mosaico del Auriga), y la casa de Hippolytus, que alojaba una institución para la educación de jóvenes.

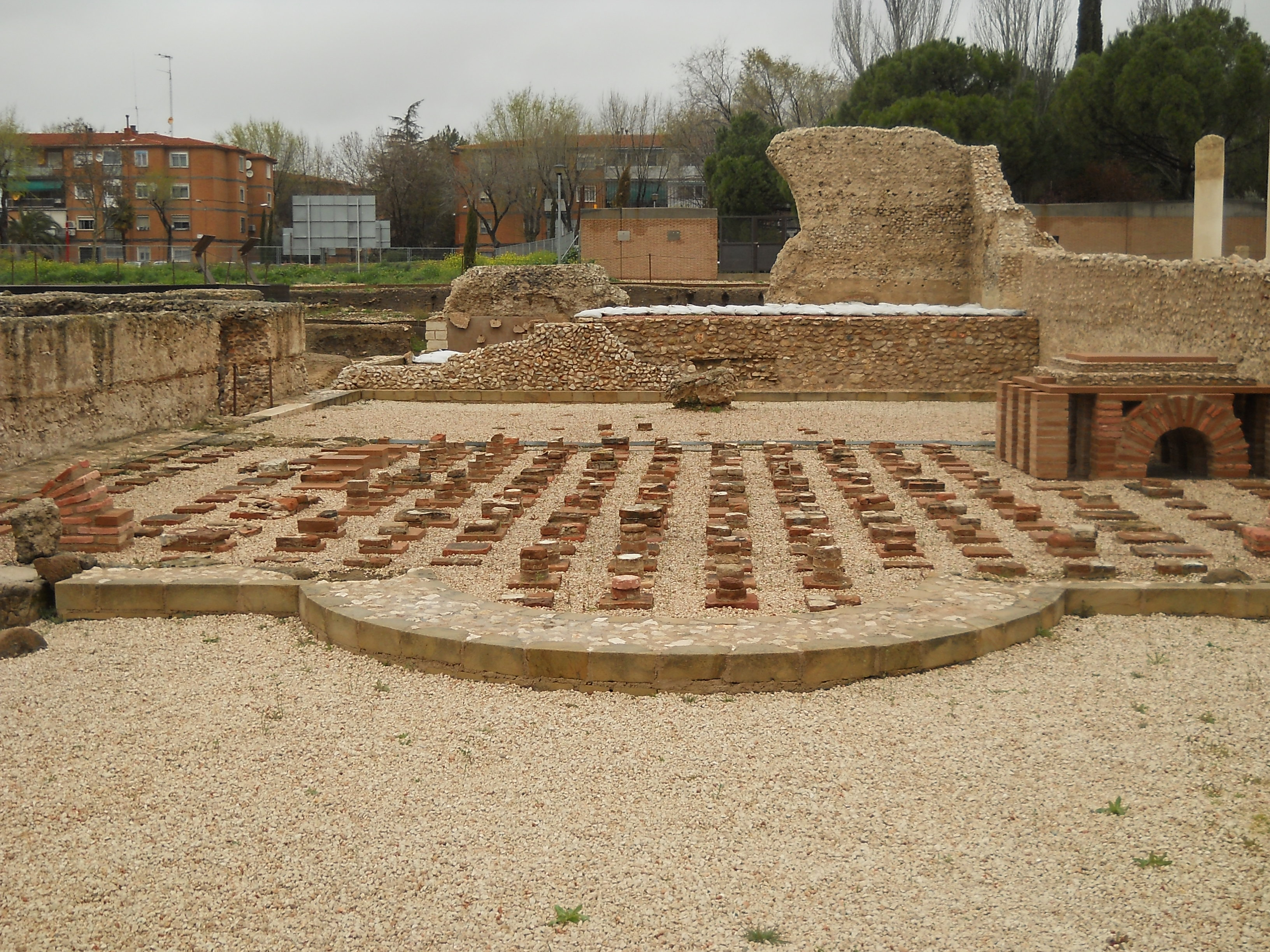
Termas del yacimiento de Complutum.
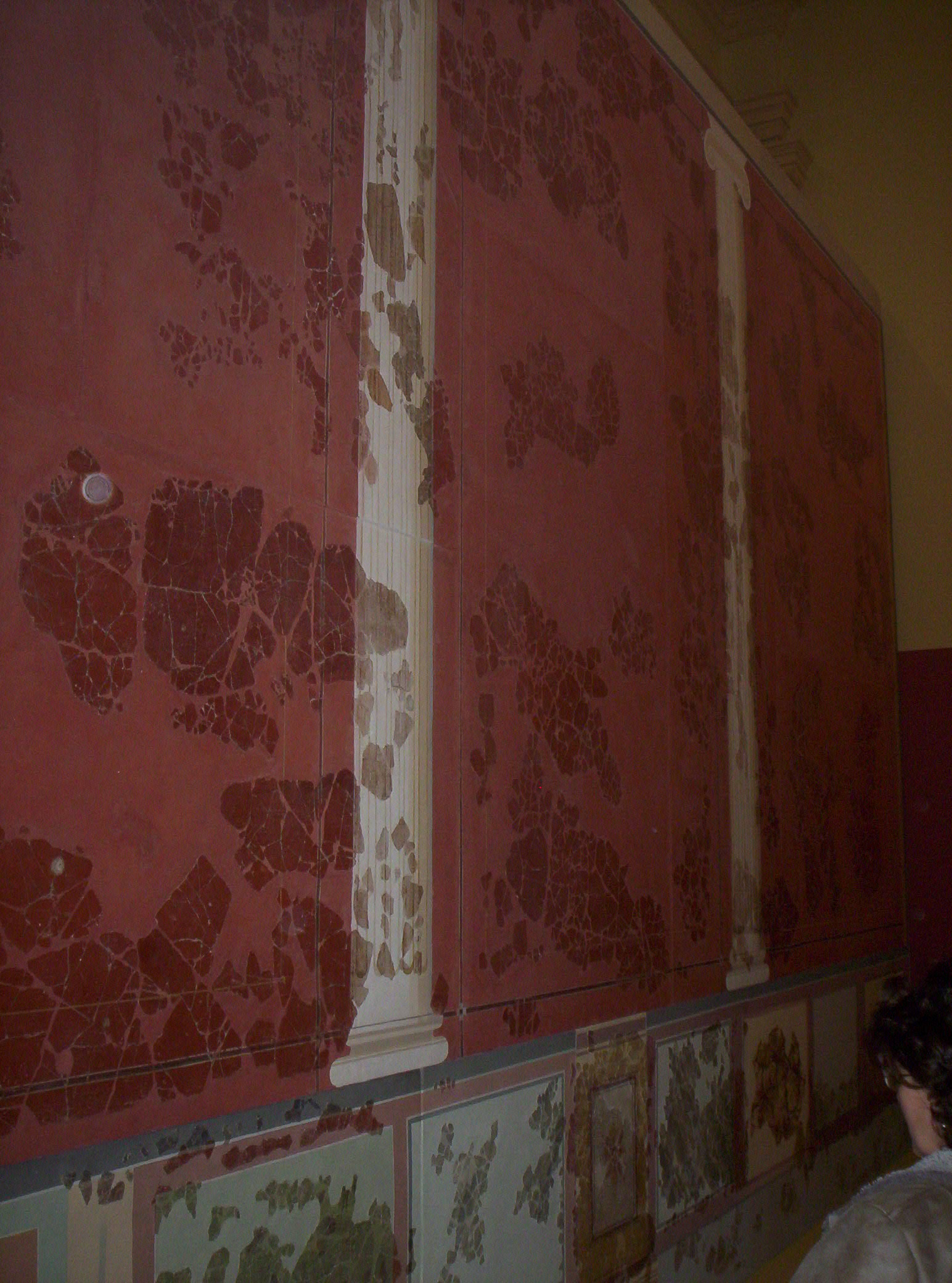
Frescos de la llamada "Casa de los Grifos" (habitación E).
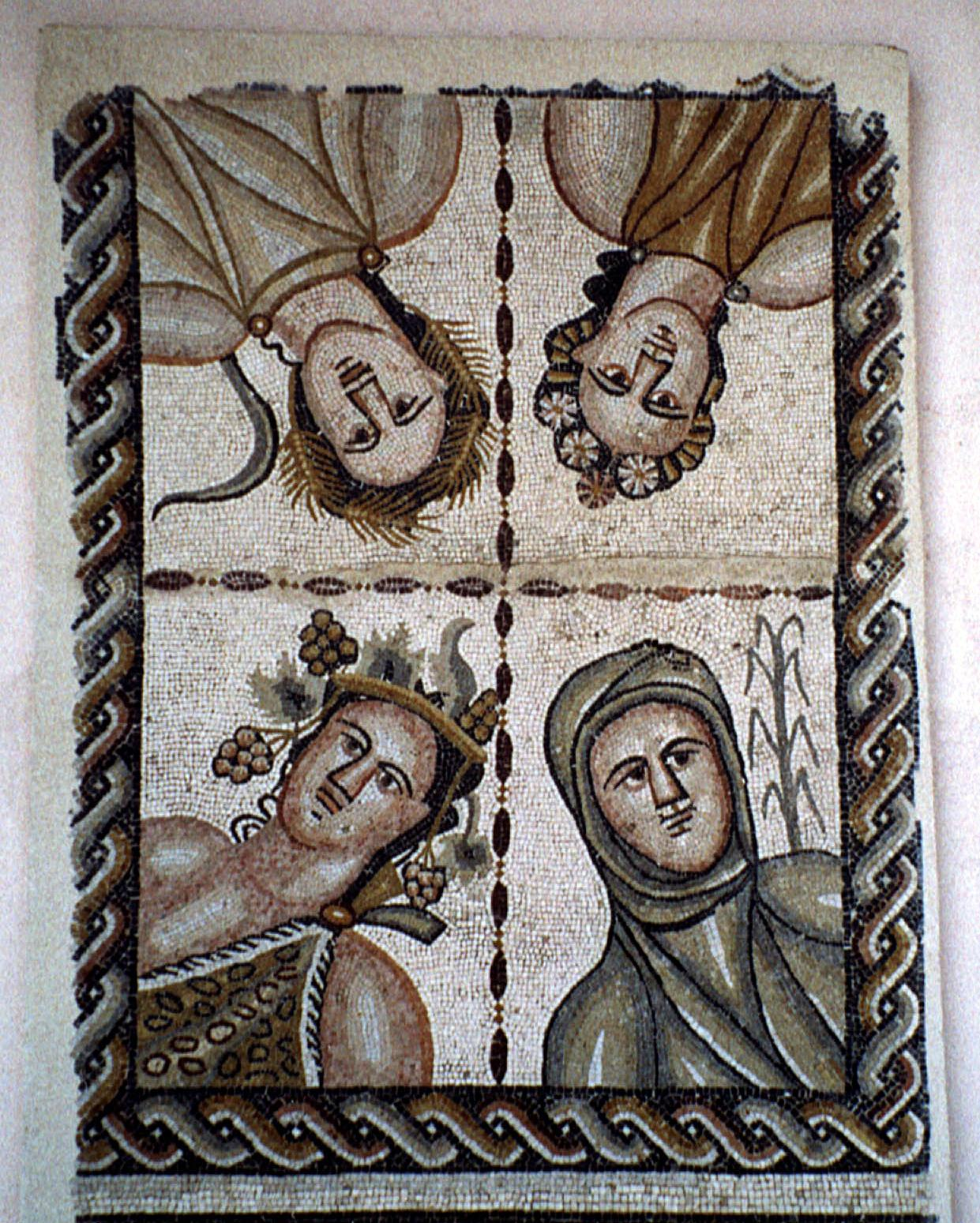
Mosaico de las Cuatro Estaciones en la llamada "Casa de Baco".
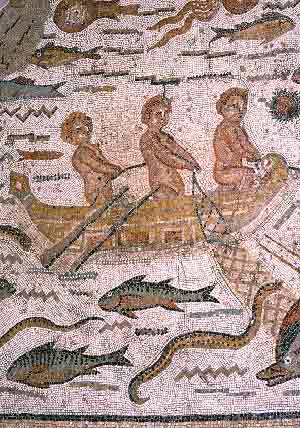
Mosaico de la llamada "Casa de Hippolytus".

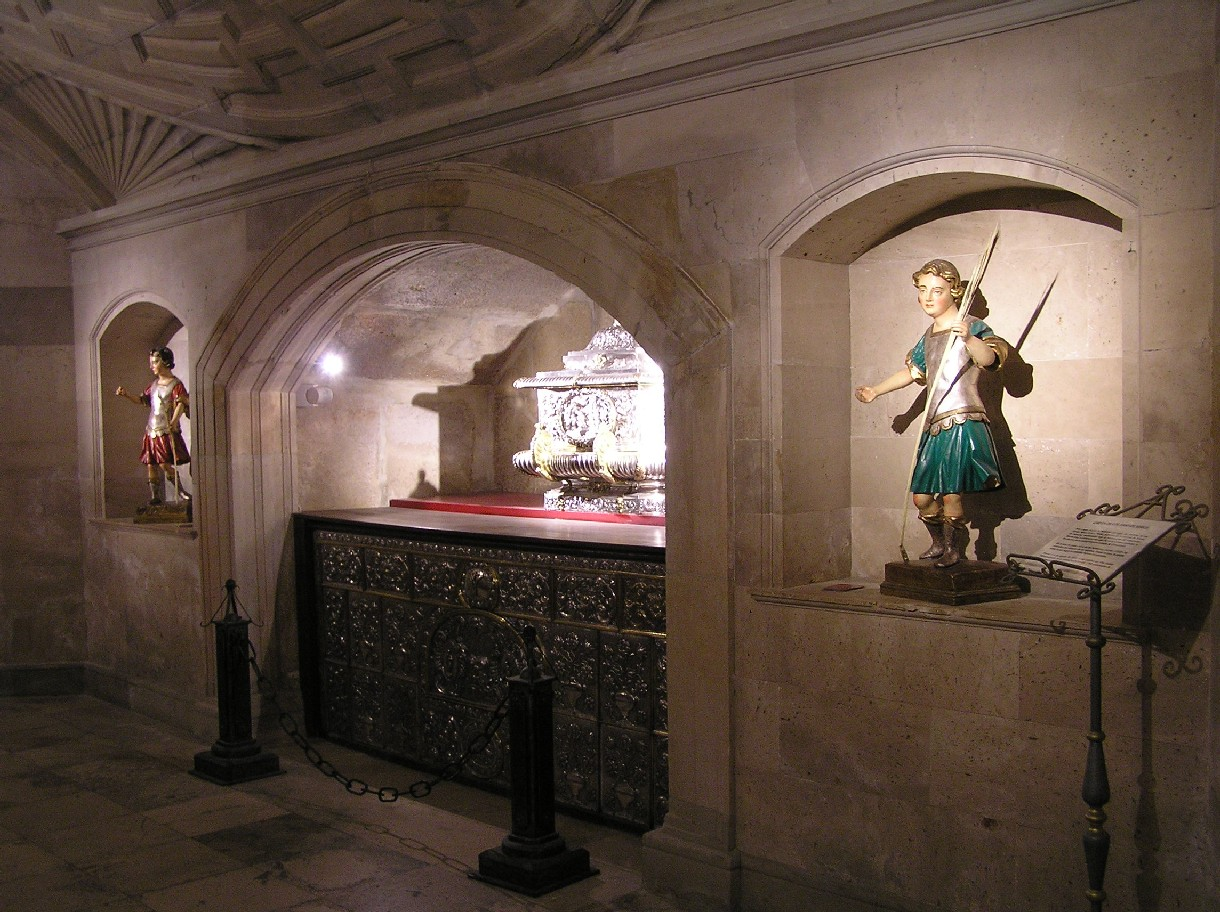
Las reliquias de los Santos Niños se conservan en una urna de oro y plata (muy posterior -hermanos Zureno, 1702-) en la cripta de la actual Catedral, sobre la piedra donde se supone que fueron martirizados.

De su temprana cristianización es testimonio que en el año 304 fueron martirizados en las afueras de Complutum los llamados "Santos Niños" (Justo y Pastor). La capilla martirial o martyrium fundada en el Campus Laudabilis ("Campo Laudable") de su lugar de martirio (lo que actualmente es el espacio ocupado por la la Catedral-Magistral) fue impulsado por San Asturio (el primer obispo, proveniente de Toledo -año 412-) hasta convertirse en un importante centro de peregrinación, una prestigiosa ubicación para enterramientos y el nuevo núcleo de desarrollo urbano, que posiblemente incluiría una basílica paleocristiana y una zona de edificaciones dispersas en su torno.
Los siglos de dominio visigodo dejaron muy pocos vestigios. Se sabe que la ciudad romana experimentó un profundo proceso de decadencia a partir del siglo V,  aunque se sabe que se mantuvo habitada hasta mediados del siglo VI. Se han localizado en los alrededores de Alcalá varias necrópolis visigodas, destacando la del Camino de los Afligidos. Es de suponer que la población complutense se trasladase al este de la antigua ciudad, en los alrededores del Campo Laudable, dando lugar a un tipo de población dispersa. Asimismo, está atestiguada la pervivencia del obispado complutense durante todo el periodo

## Edad Media

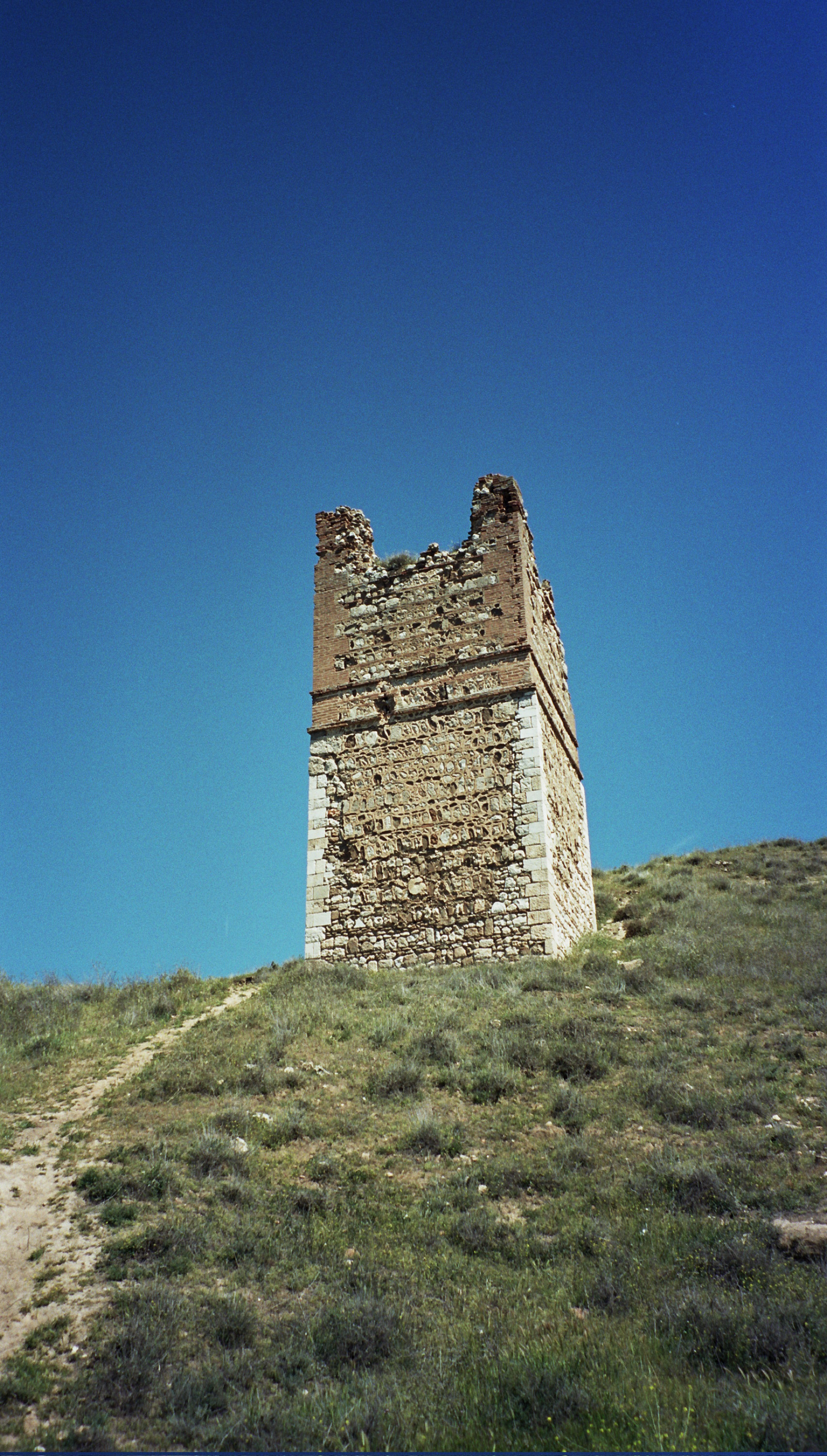
Restos de Alcalá la Vieja.

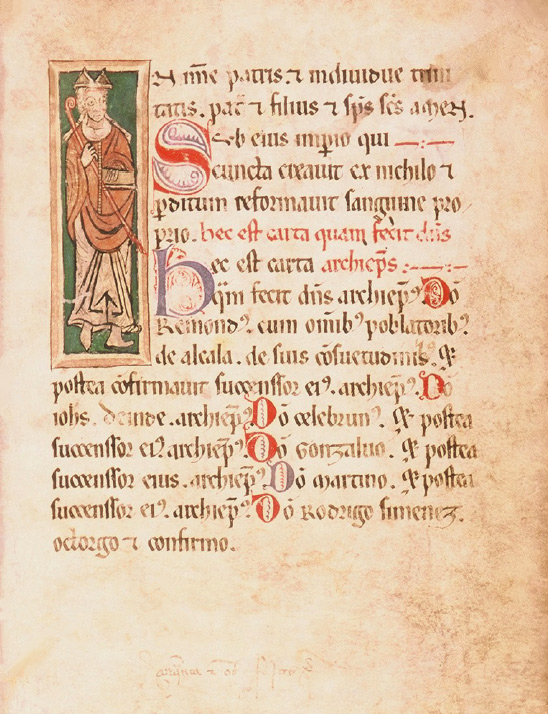
Fuero Viejo extendido de Alcalá de Henares. Promulgado por Rodrigo Jiménez de Rada en 1235.

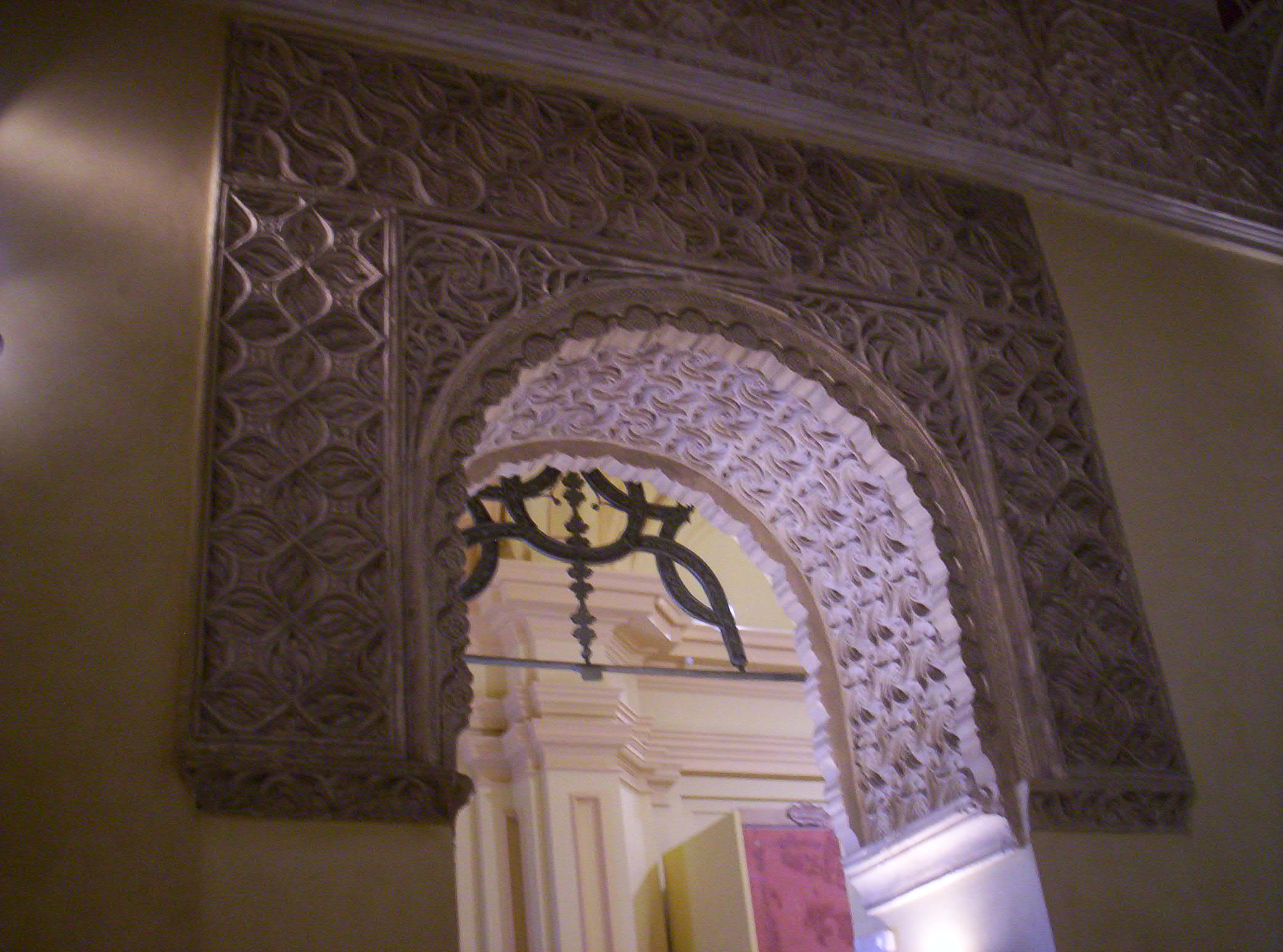
Arco de entrada a la capilla del Oidor de la antigua iglesia de Santa María. La capilla se construyó a comienzos del por mandato del "relator u oidor" Pedro Díaz de Toledo en lo que por entonces era una ermita bajo la advocación de San Juan de los Caballeros o de Letrán, y que en 1454 el obispo Carrillo convirtió en iglesia bajo la advocación de Santa María. Solo la zona de la capilla (con la pila bautismal) y la torre sobrevivieron a su destrucción al inicio de la guerra civil (1936). Tras la guerra, la denominación de "iglesia de Santa María la Mayor" pasó a ser aplicada a la iglesia del antiguo colegio jesuita, en la calle Libreros.

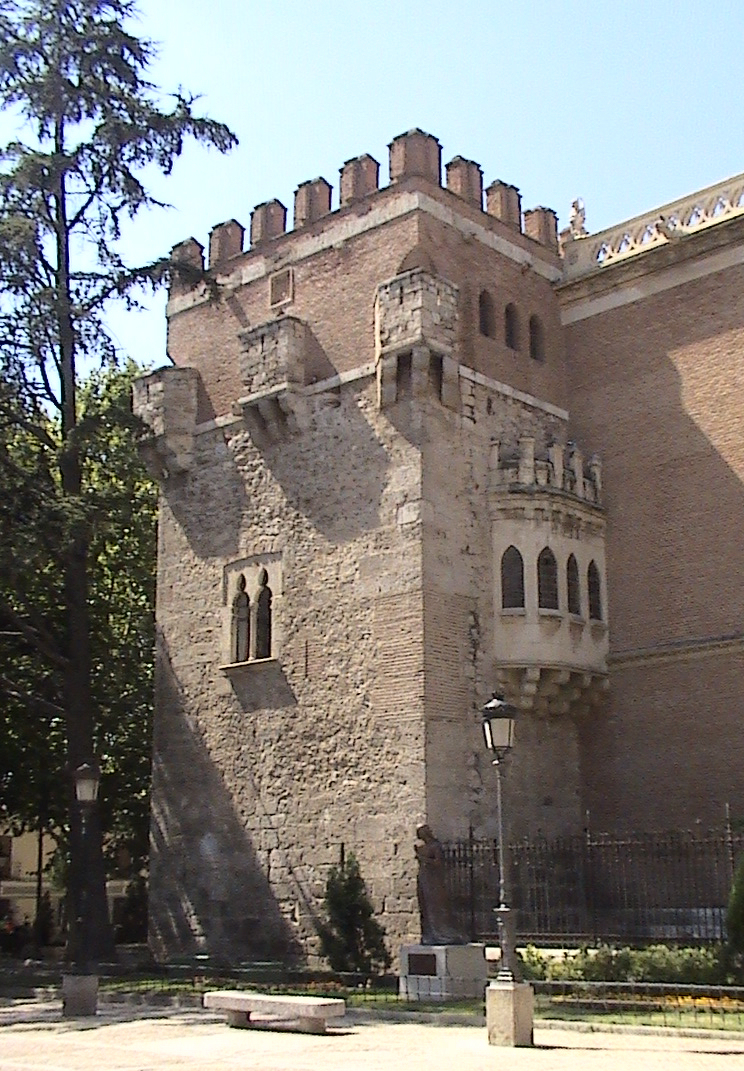
Torreón de Tenorio.

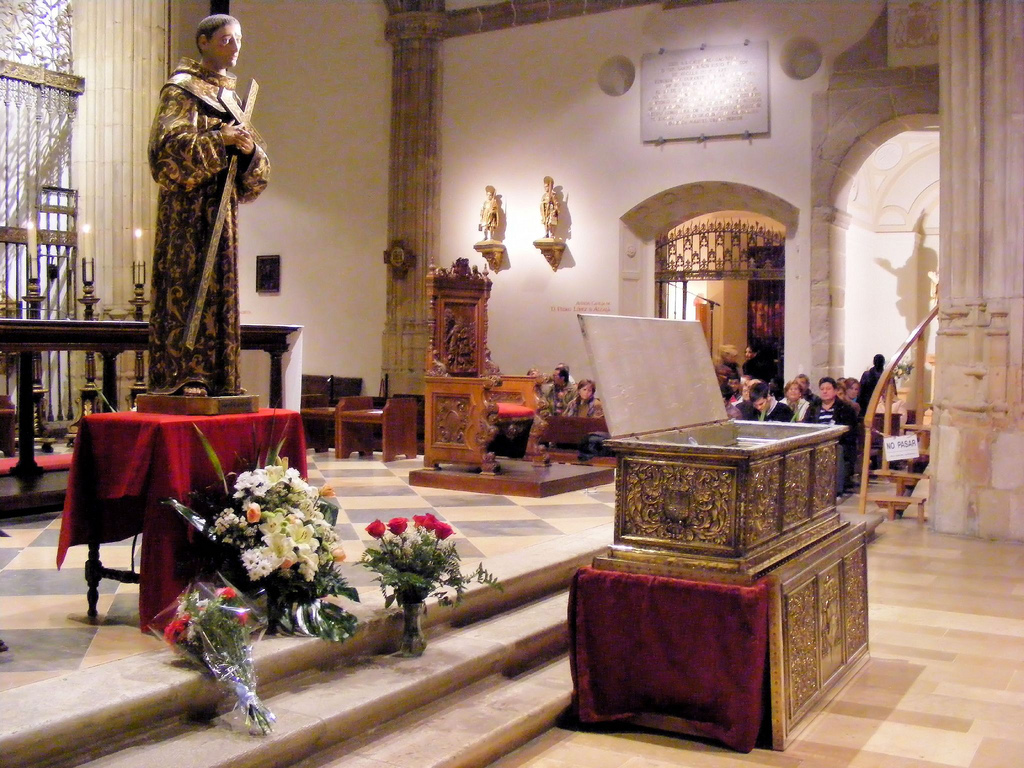
Exhibición del cuerpo de San Diego de Alcalá.

Durante el dominio musulmán el núcleo urbano del valle había dejado de tener importancia significativa, en beneficio otra vez de un emplazamiento de mejores características defensivas: un cerro al otro lado del río, en este caso el Ecce Homo (Qalat abd al Salam, Alkal'a Nahar o Alcalá la Vieja -qalat es un habitual topónimo para designar a un castillo, como en los casos de Qalat Rabah, Calatrava, o Qalat Wadi Arya, Alcalá de Guadaíra-). La convivencia entre cristianos y musulmanes sería la propia de la época. La zona protegida por las murallas (la medina) sería habitada preferentemente por la clase dirigente musulmana, mientras que los mozárabes (cristianos sometidos al gobierno musulmán) habitarían fuera de las murallas (el arrabal), posiblemente en el antiguo Campus Laudabilis. En algún momento se extinguió la continuidad de la sede episcopal, o bien se trasladó a Guadalajara (localidad que llegó a ser confundida con la romana Complutum); aunque no fue hasta el siglo XII que se suprimió por bula papal el obispado complutense de origen romano, revirtiéndolo en favor de la sede primada (Toledo).
El Cantar de Mio Cid recoge las algaras que Alvar Fañez de Minaya realizó por el valle del Henares.

Fita ayuso por Guadalfaiara, fata Alcala legen las alg(aras), / E bien acoian todas las ganançias, / Que por miedo de los moros non dexen nada.
...
E sin dubda corren; fasta Alcala lego la seña de Minaya, / E disi arriba por Guadalfaiara.

El 3 de mayo de 1118 el arzobispo de Toledo Bernardo de Sedirac conquistó la plaza de Alcalá en nombre del reino de Castilla (por entonces en una situación conflictiva entre Urraca I -reina titular de León y Castilla-, su segundo marido -Alfonso I el batallador, rey de Aragón- y el hijo primogénito del primer matrimonio de la reina -Alfonso Raimúndez, el futuro Alfonso VII-). En 1129, Alfonso VII, ya rey, otorgó Alcalá y su Tierra (constituidos como concejo y alfoz) al Arzobispado de Toledo en condición de señorío eclesiástico (siendo su primer titular Raimundo de Sauvetat). Los arzobispos fueron concediendo privilegios a la ciudad, entre ellos el Fuero Viejo (Rodrigo Jiménez de Rada, 1235) y la celebración de ferias (desde 1184). El asentamiento principal volvió a ser el de la zona baja, en el Campus Laudabilis, denominación que fue dejando de utilizarse, sustituida por las formas Burgo de Santiuste, Alcalá de Santiuste, Alcalá de San Justo o Alcalá de Fenares (esta última aparece en el siglo XIV). La población se fue incrementando a medida que el burgo se convertía en un emergente centro de transacciones y mercado comarcal, ya alejada la inseguridad fronteriza (la última aceifa musulmana fue en 1197). No obstante, la construcción de las murallas, iniciada en el siglo XIII, delimitó el núcleo urbano y seguía teniendo una importante función defensiva en las recurrentes guerras civiles.
La estricta división socio-religiosa se expresaba en la existencia de comunidades judía y musulmana separadas de la cristiana, e institucionalizadas en sendas aljamas: la judería y la morería. Estarían entre las consideradas de tamaño medio. Al norte de la ciudad se encontraba la morería, entre el Palacio arzobispal, la actual calle de Santiago y la muralla (donde había un "postigo de la morería" -actual calle de Diego de Torres-). Aunque tras la expulsión de los moriscos (1609) la práctica totalidad de la morería fue derribada para la construcción de complejos eclesiásticos (convento de las Bernardas, convento de la Madre de Dios, iglesia de Santiago -hoy desaparecida, se construyó sobre la mezquita-), se han conservado algunos topónimos vinculados a los talleres artesanos de oficios de la albañilería y la carpintería (almanxara) y el "rastro viejo". A comienzos del siglo XVI había censados un centenar de mudéjares en la ciudad (poco antes de la desaparición de ese concepto al imponerse el bautismo obligatorio con la pragmática de 1502). La judería se encontraba en torno a la calle Mayor, entre las calles de Santiago y Escritorios. A diferencia de lo ocurrido en la morería, en la zona de la judería se han conservado notables ejemplos de formas típicas del urbanismo medieval, como son los soportales y los adarves. Había sinagogas (la mayor en lo que sigue llamándose Corral de la Sinagoga), carnicerías judías, numerosas tiendas y talleres artesanos, y hasta un postigo propio en la muralla (actual calle del Tinte y plaza de Atilano Casado). Algunos estudios dan una cifra de 5.000 judíos,[cita requerida] aunque para 1474 se censan 111 familias judías (el máximo debió alcanzarse antes de la revuelta antijudía de 1391, y la comunidad como tal desapareció con la expulsión de 1492). Como en el resto de España, las conversiones originaron la existencia del nuevo grupo social de los cristianos nuevos. Ambientados en la judería alcalaína están dos poemas (Cantiga de Pero Ferruz para los rabíes y Respuesta de los rabíes a Pero Ferruz) de Pedro Ferruz o Ferrús, un cristiano nuevo que habita Alcalá a finales del siglo XIV:

... desde Alcalá llegué, / luego dormí e folgué / como los niños en cuna. / Entre las singogas amas / estó bien aposentado, / do me dan muy buenas camas / e plazer e gasajado; / mas cuando viene el alva, / un rabí de una grant barva / óigolo al mi diestro lado. / ...

Significativamente, Ferrús es el primero que cita El Libro de Buen Amor, del arcipreste de Hita; un autor de la primera mitad del siglo XIV cuya posible condición de alcalaíno se recoge en su propia obra, en dos fragmentos de debatida interpretación:

... quiero ir ver Alcalá, moraré aý la feria  ... Fija, mucho vos saluda uno que es de Alcalá [o, según otras versiones: que mora en Alcalá o que es en Alcalá o en la villa de Alcalá]

La separación de las comunidades no era absoluta: prueba de ello es la fundación del Hospital de Antezana en pleno centro del barrio judío, ante la sinagoga mayor (aunque tal cosa ocurrió en 1483, cuando la judería había decaído mucho). También habría comerciantes y artesanos cristianos en la calle mayor, cuyos establecimientos llegaban hasta el mercado principal, situado en el coso fuera del recinto urbano, en la actual plaza de Cervantes.
El centro de poder en la ciudad era el palacio de los arzobispos, un complejo arquitectónico de envergadura, que desde 1209 (arzobispo Jiménez de Rada) ocupaba el extremo noroeste del recinto amurallado, reforzado en el siglo XIV por el arzobispo Pedro Tenorio (aún se conserva el denominado torreón de Tenorio). No era utilizado solamente por los arzobispos de Toledo, sino por las importantes personalidades que éstos acogían, y en muchas ocasiones por los reyes y su corte itinerante (en ausencia de capital fija).
El día 19 de diciembre de 1308 fue rubricado en la ciudad el tratado de Alcalá de Henares, suscrito por el rey Fernando IV de Castilla y por los embajadores del rey Jaime II de Aragón.
Los arzobispos convocaron en Alcalá algunos sínodos provinciales (el de 11 de diciembre de 1325 tuvo lugar en el denominado a partir de entonces "salón del concilios" del palacio), e incluso dos concilios en los que se decidió la postura castellana ante el cisma de Occidente (1378 y 1399).
En ocasiones se convocaron Cortes en Alcalá. Con motivo de las de 1348 se compuso la recopilación legislativa conocida como el Ordenamiento de Alcalá, de gran trascendencia en la legislación del Antiguo Régimen en España.
En 1390 murió en Alcalá el rey Juan I, como consecuencia de una caída del caballo cerca de la puerta de Burgos. El hecho fue ocultado un tiempo para permitir al arzobispo Tenorio gestionar la sucesión.
En el convento franciscano de Santa María de Jesús fundado por el arzobispo Carrillo (a las afueras de la ciudad, más allá del coso) pasó sus últimos años el que pasaría a ser conocido como San Diego de Alcalá (de 1456 a 1463).

## Edad Moderna

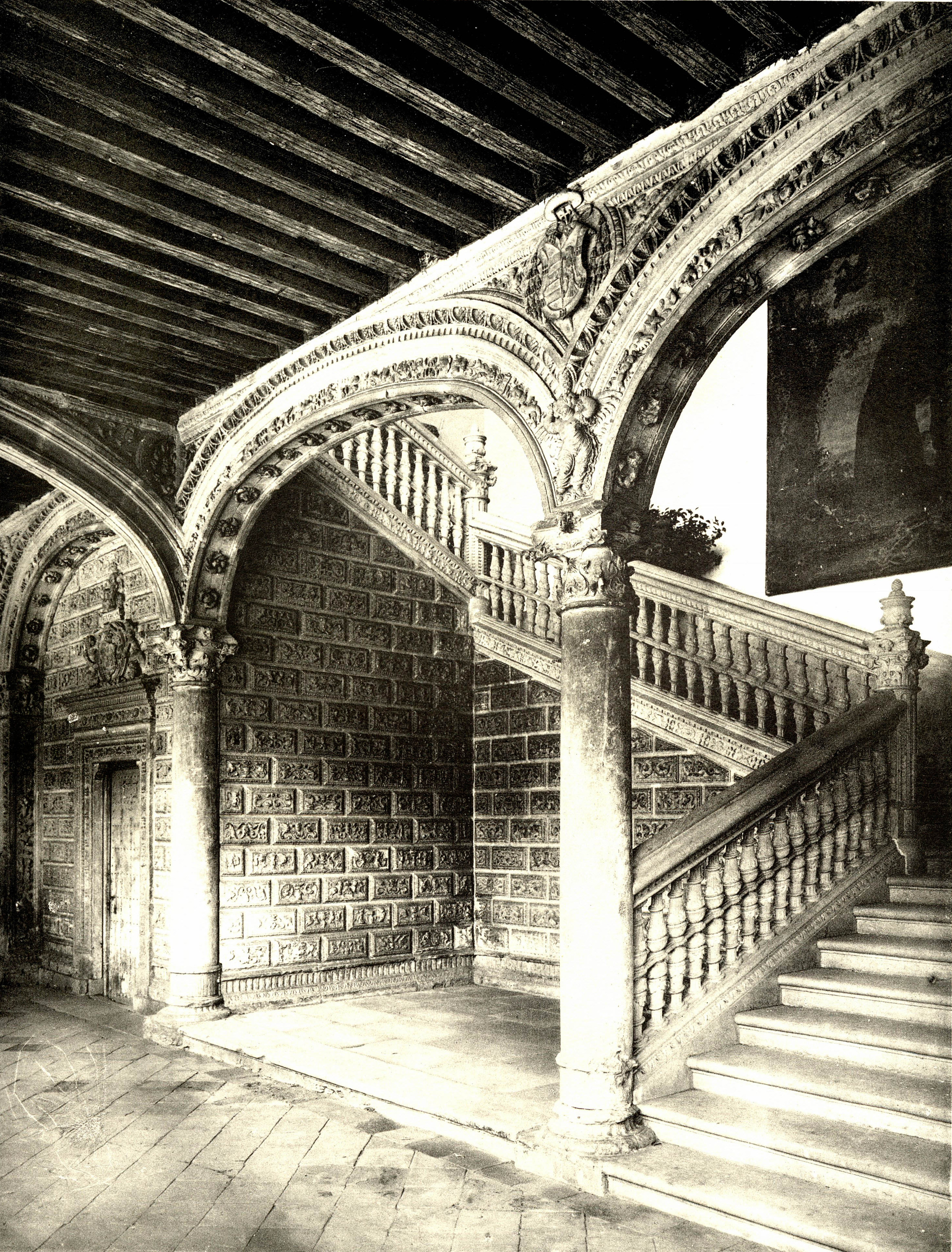
Antigua escalera del Palacio arzobispal, de Alonso de Covarrubias (1535 -ampliación iniciada en de la época del arzobispo Alonso de Fonseca y concluida en la del cardenal Tavera-).

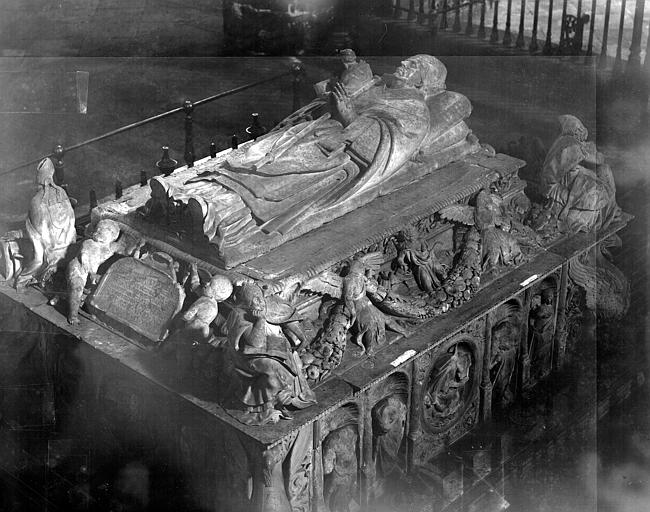
Condideram Musis Franciscus grande lyceum... ("[yo], Francisco, que hice edificar, a las Musas, un colegio mayor...") Así comienza el epitafio de Juan de Vergara inscrito en el sepulcro de Cisneros (de Domenico Fancelli y Bartolomé Ordóñez, 1518-1521 -ambos murieron sin terminarlo-) de la capilla de San Ildefonso. Tras la desamortización, en 1856 se trasladó junto con otras obras principales (el sepulcro del arzobispo Carrillo, y la imagen gótica de la virgen del convento franciscano, el sepulcro del canónigo Gregorio Fernández del convento de San Juan de la Penitencia, el retablo de las Santas Formas de la iglesia de los jesuitas y hasta veinte retablos procedentes de otros templos) a la Magistral. Durante la reconstrucción posterior a la guerra civil, el sepulcro de Cisneros volvió a trasladarse, esta vez a su lugar de origen, mientras que el de Carrillo no (el convento franciscano ya no existía). En 2017 se localizó un fragmento que iba a ser subastado en Londres y otro en Corella (Navarra).

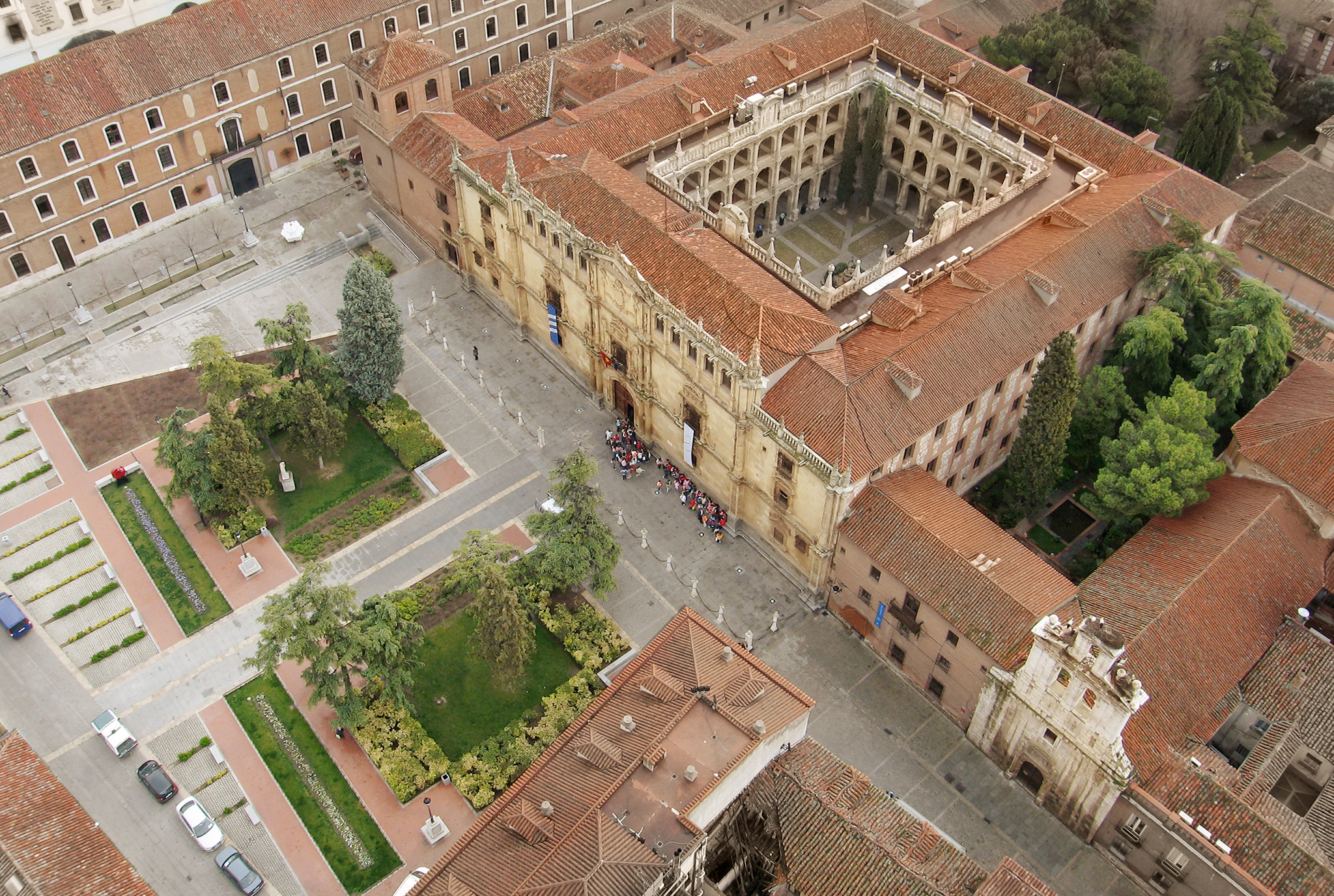
Vista aérea del Colegio Mayor de San Ildefonso y los edificios anejos. La construcción inicial, en ladrillo (de Pedro Gumiel, 1498-1508), fue enriquecida con una espectacular fachada (de Rodrigo Gil de Hontañón, 1541-1553) y el patio de Santo Tomás de Villanueva (de Juan Gómez de Mora, 1618). La inscripción EN LUTEAM OLIM CELEBRA MARMOREAM ("antes en barro, ahora en piedra" -o más bien "mármol"-) compara estas mejoras con el embellecimiento de la Roma imperial.

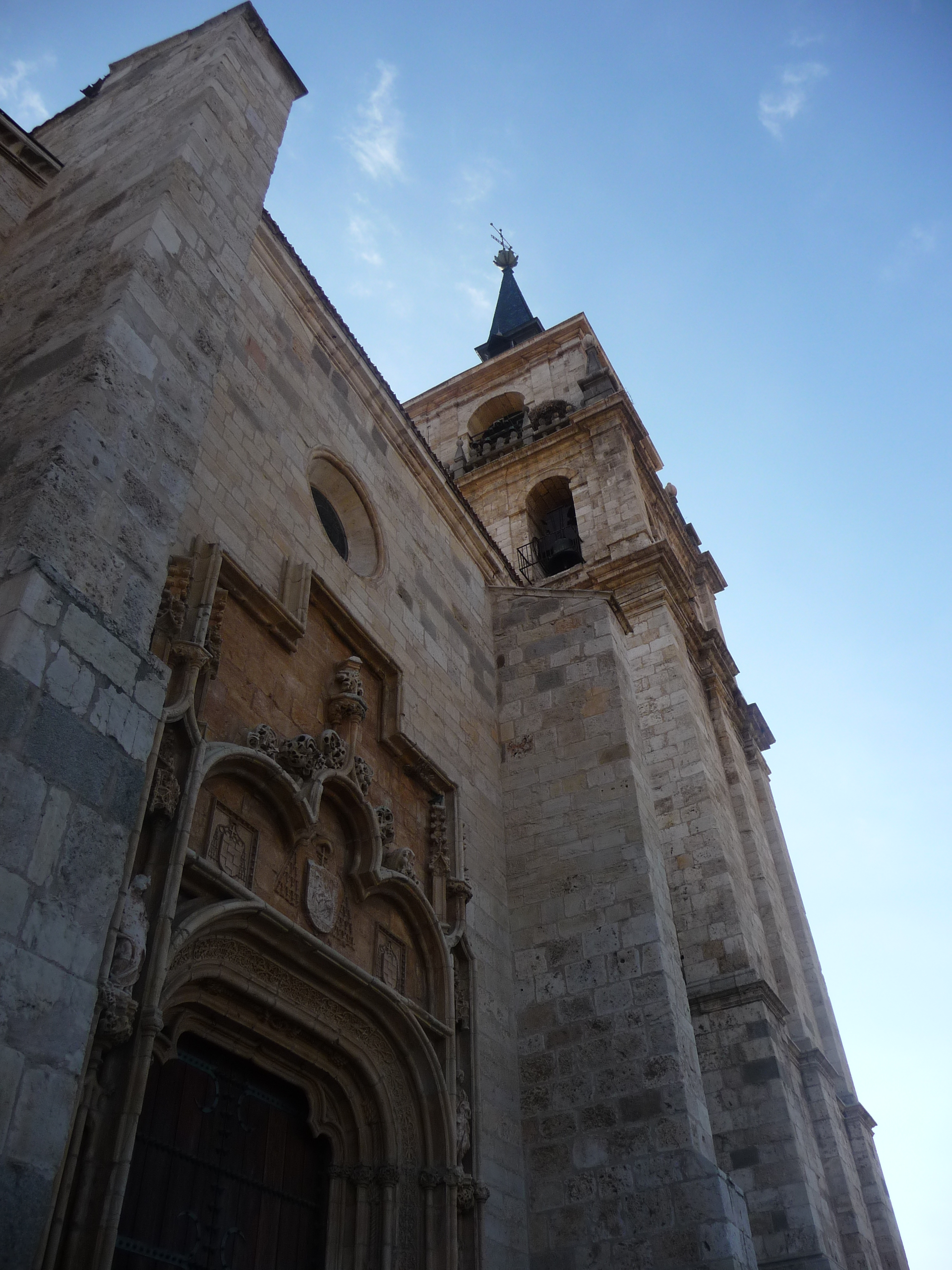
Magistral (traza gótica de Antón y Enrique Egas -Pedro Gumiel, a quien se atribuía, solo intervino como "veedor"-, entre 1479 y 1514 y torre de Rodrigo Gil de Hontañón y Antonio de Vergara, iniciada en 1527 y finalizada después de 1600). Las rejas del coro son de Juan Francés. El retablo mayor, de León Picardo y Felipe Bigarny (1512-1513), destruido en la guerra civil, es la mejor obra que ay en este reyno, de suerte que yo me esforçe de haser muy perfecto lo que era a mi cargo por servir a V.R.S. (así lo encomiaba el propio Bigarny en carta a Cisneros).

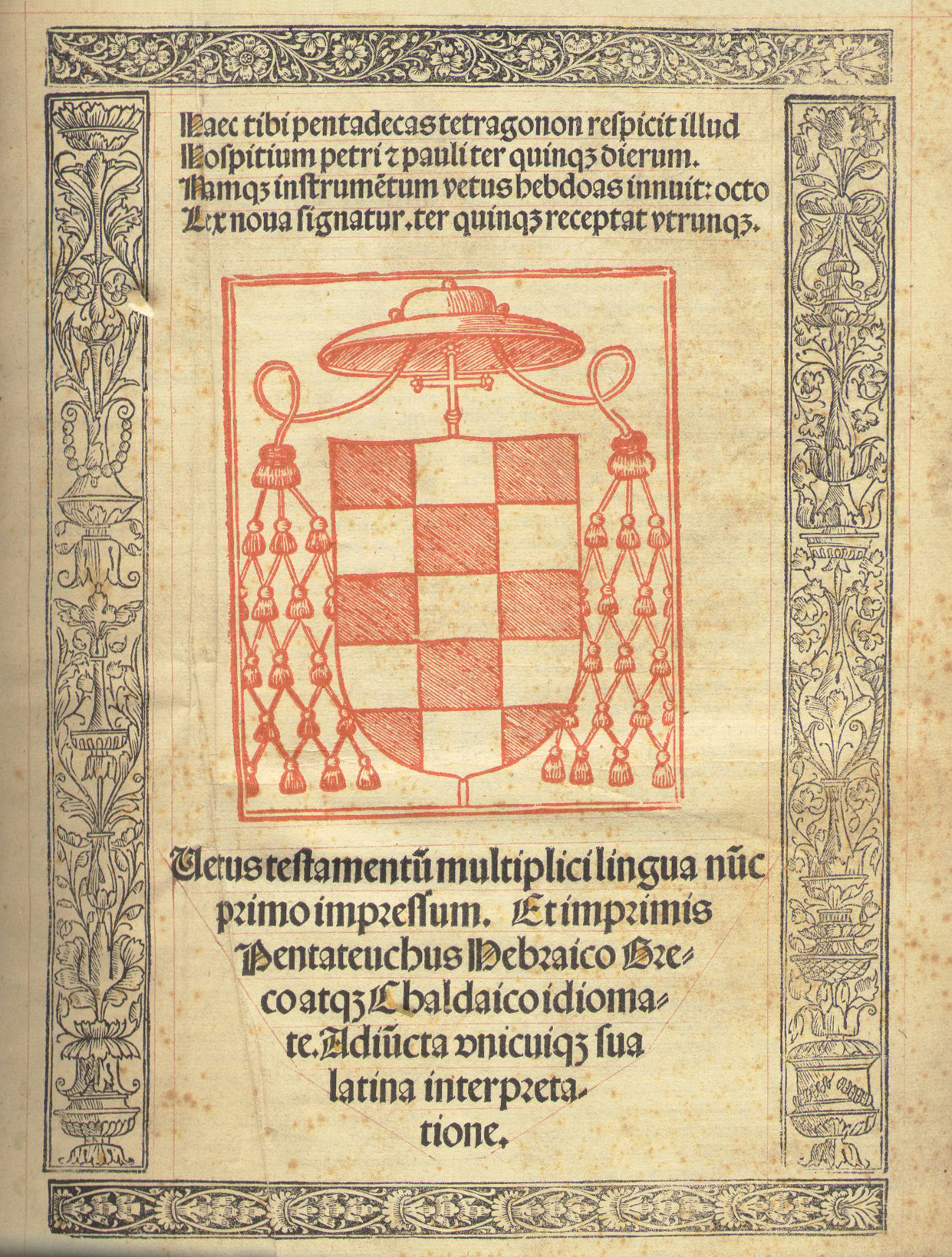
Portada del Vetus testamentum multiplici lingua nunc primu impressum ("Viejo Testamento, ahora impreso por primera vez en múltiples lenguas"), última parte de la Biblia políglota complutense, que no se terminó hasta pocos meses antes de la muerte de Cisneros (1517) y no se publicó hasta varios años después.

En el Palacio arzobispal se celebró el 20 de enero de 1486 una entrevista entre Cristóbal Colón e Isabel la Católica en la que se planteó la posibilidad de emprender su trascendental expedición (rememorada actualmente en la denominada Casa de la Entrevista, situada en las cercanías, pero que en realidad era en la época un caserón mudéjar que en 1508 se convirtió en el convento de San Juan de la Penitencia, destinado a hospital de mujeres, colegio de doncellas y retiro de monjas franciscanas).
En Alcalá nacieron dos importantes miembros de la realeza europea del siglo XVI: la reina de Inglaterra Catalina de Aragón (hija de los Reyes Católicos) y el archiduque de Austria y emperador de Alemania Fernando I de Habsburgo (hijo de Juana la Loca y Felipe el Hermoso).
En 1495 accedió a la sede arzobispal de Toledo el más decisivo de los personajes vinculados a la historia de Alcalá: el cardenal Cisneros (natural de la cercana villa de Torrelaguna). Concedió a la ciudad complutense el Fuero Nuevo (1509), pero mucho más trascendente para la ciudad fue su decisión (en 1499) de impulsar los preexistentes Studia (fundados en 1293, y de los que pervivían cátedras de gramática y artes -desde 1459 en torno al convento franciscano- en las que posiblemente estudió el cardenal, que pertenecía a esa orden) para transformarlos en la Universidad de Alcalá, que se convirtió en uno de los centros culturales más importantes, a la altura de la Universidad de Salamanca y la de Valladolid.
Tras la regencia en Castilla de Cisneros, simultáneamente a la muerte de éste (1517), llegó a España Carlos I y su impopular corte de flamencos. Impuso como nuevo arzobispo de Toledo a Guillermo de Croy, cuya condición de extranjero e inusitada juventud (20 años) suscitaron un extraordinario escándalo, lo que estuvo entre las complejas razones por las que buena parte del claustro universitario (como el rector Juan de Hontañón o el helenista Hernán Nuñez "el Pinciano" o "el Comendador Griego"), y el común de la ciudad (sobre todo artesanos y comerciantes), con la significativa ausencia de las más importantes familias nobles, apoyaran la revuelta comunera entre septiembre de 1520 (unos meses más tarde de su inicio) y abril de 1521. Alcalá se significó entre las ciudades comuneras por su postura radical e intransigente, sobre todo a partir de la breve estancia del obispo Acuña y los enfrentamientos internos que se resolvieron con la deposición de los elementos más moderados. Tras la derrota de Villalar, Alcalá negoció su rendición a las tropas, provenientes de Guadalajara, del Duque del Infantado (con quien los elementos anticomuneros habían estado en contacto durante todo el periodo de la sublevación). La represión no fue sangrienta, aunque sí hubo depuraciones, procesos judiciales y multas pecuniarias; dirigidas contra los que fueron culpados de las más espectaculares acciones comuneras: la expulsión del vicario y los funcionarios del Arzobispo (en su lugar Alcalá había sido gobernada por diputados "del común" que juraron fidelidad a las Comunidades), la requisa de sus depósitos de grano, y la destrucción de las casas de Pedro de Tapia, aicaide de Santorcaz. Curiosamente, fueron las disputas entre los propios comuneros las que se manifestaron con mayor violencia (Hernán Núñez fue "acuchillado" por Alonso de Castilla).

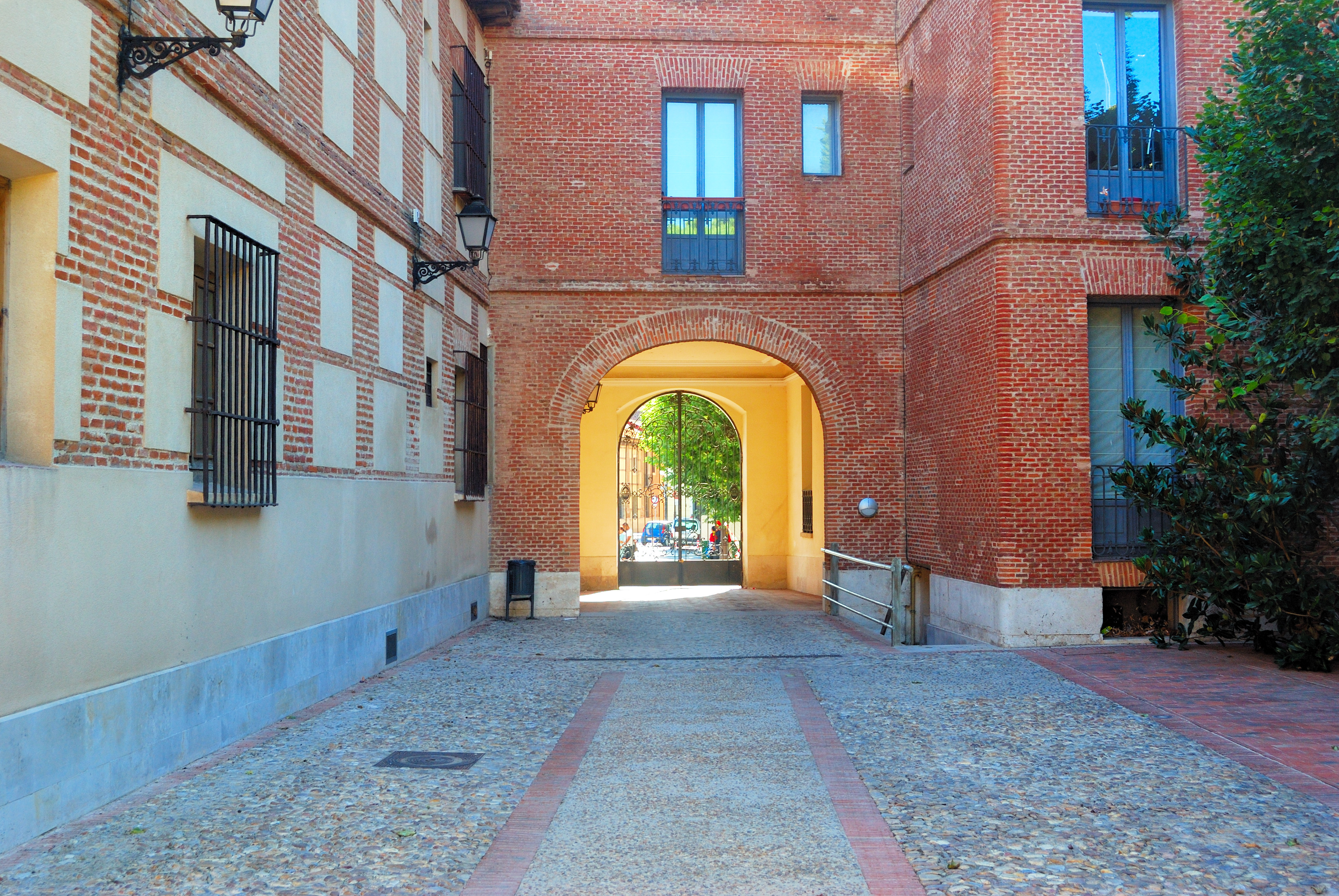
Callejón de la antigua cárcel universitaria del Colegio Mayor de San Ildefonso.
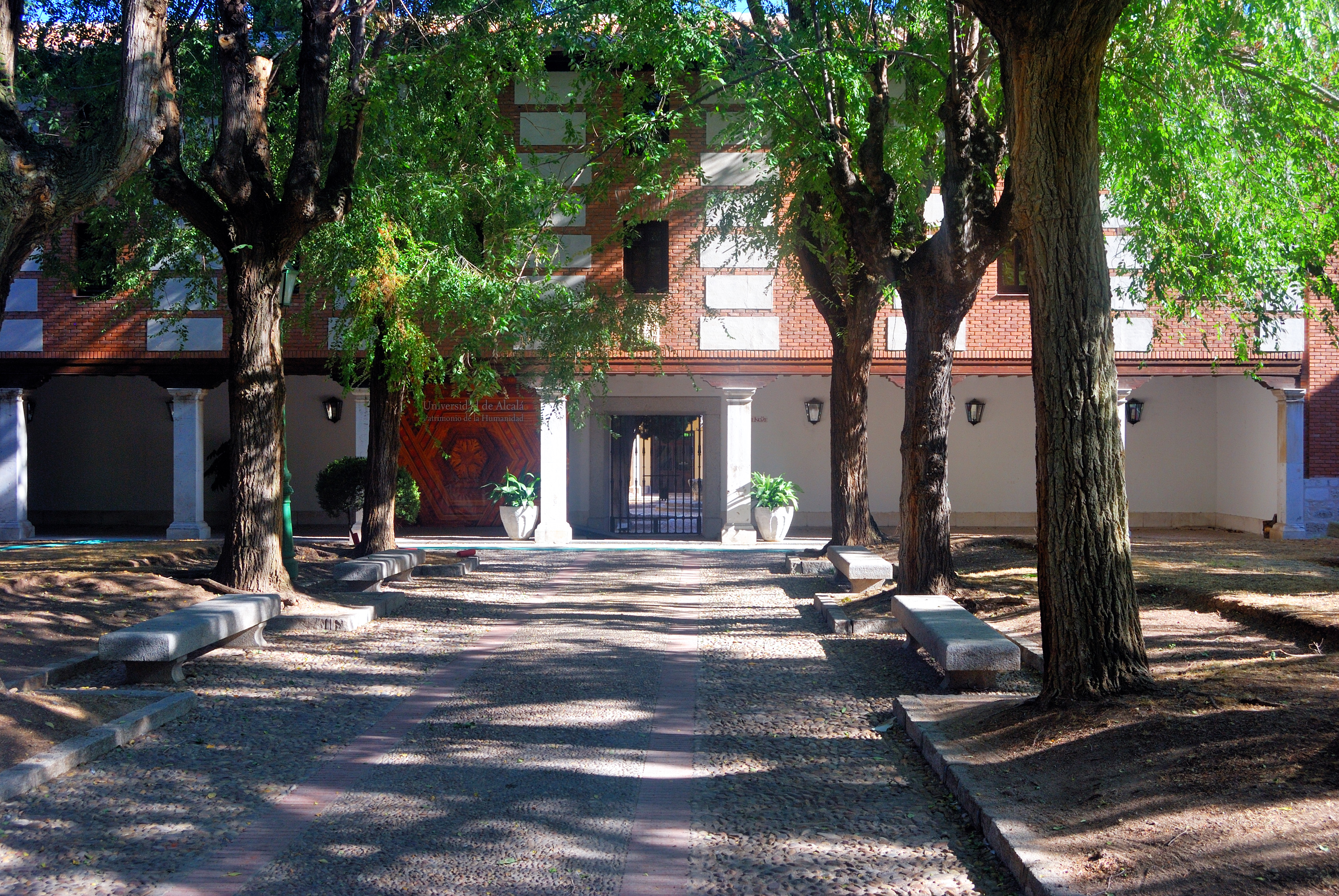
Patio "de Filósofos" (por estar en torno a él los estudios de filosofía) o "de Continuos" (por dar paso a las dependencias de los "continos" o criados), en el Colegio Mayor de San Ildefonso. Fue construido por Juan de la Riba[42] (1530-1535). Se comunica con el callejón de San Pedro y San Pablo por la "puerta de burros", que atravesaban los "mantas" (estudiantes suspendidos) para ser manteados.
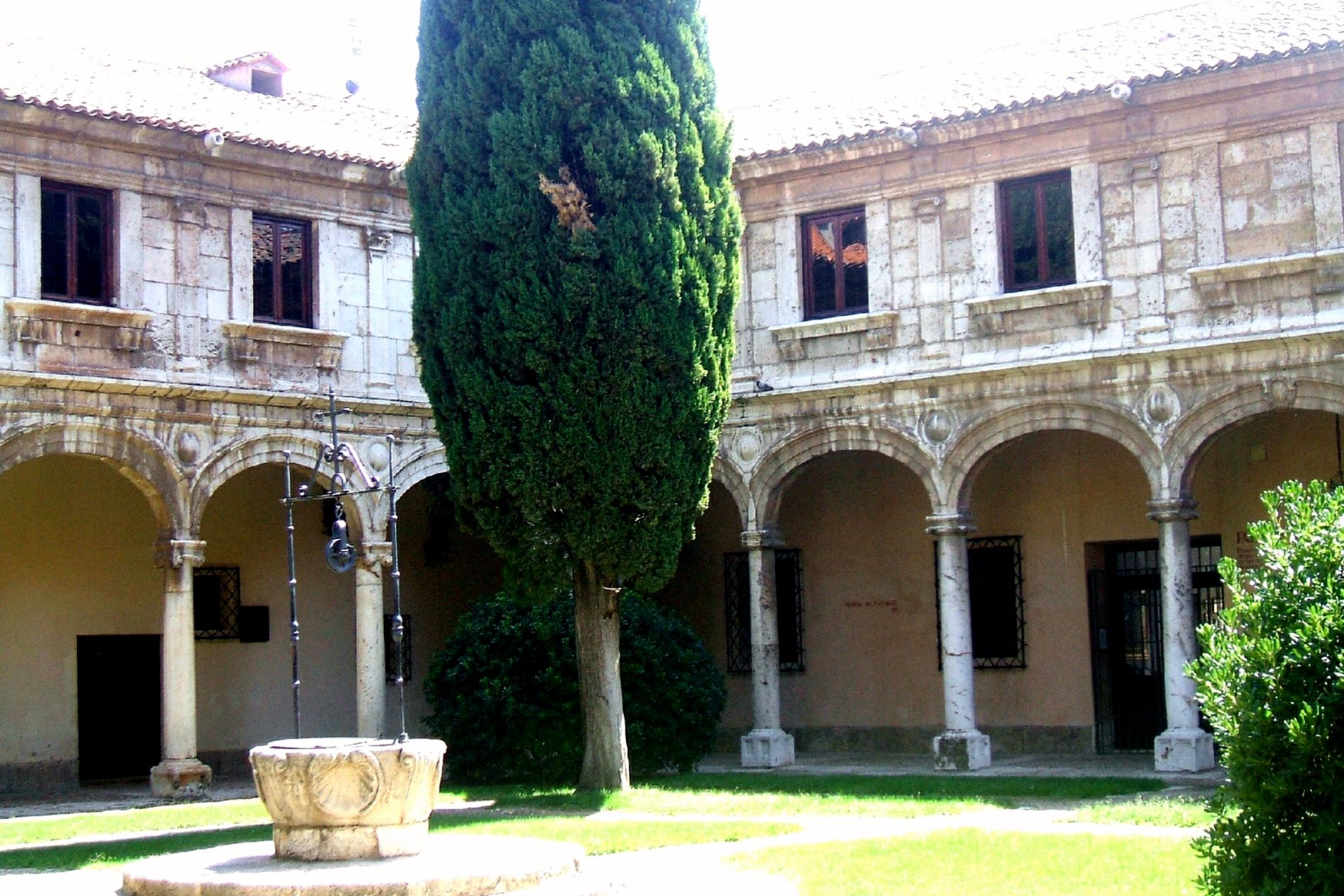
Patio del colegio de San Jerónimo o "Trilingüe", fundado en 1528 (el edificio actual, de Pedro de la Cotera, 1564-1570),[44] se inspiró en una institución similar existente en la Universidad de Lovaina (el Colegio de Busleiden o Collegium Trilingue,[45] fundado bajo los ideales humanísticos de Erasmo.

La Biblia Políglota Complutense (1502-1522, elaborada por un equipo dirigido por Diego López de Zúñiga e impresa por Arnao Guillén de Brocar -con los primeros tipos de imprenta hebreos, griegos y caldeos, hasta entonces inéditos-) es muestra de la actividad intelectual puntera de la universidad cisneriana (muy vinculada inicialmente con el erasmismo); aunque la principal función de sus colegios fue ejercer de mecanismo de selección de las élites eclesiásticas y burocráticas de la Monarquía Hispánica. A lo largo de los siglos XVI y XVII, a la iniciativa del arzobispado siguió la de las principales órdenes religiosas, que (financiadas por las principales familias aristocráticas -los Mendoza, los Guzmán-) compitieron por marcar su presencia con destacados edificios (a cargo de arquitectos como Antón y Enrique Egas, Pedro Gumiel, Rodrigo Gil de Hontañón, Alonso de Covarrubias, Francisco de Mora, Fray Alberto de la Madre de Dios, Juan Gómez de Mora, Fray Lorenzo de San Nicolás, Melchor de Bueras o Ventura Rodríguez) en los estilos que se sucedieron desde el estilo Cisneros hasta el final del Barroco, pasando por las distintas épocas del Renacimiento).
A los franciscanos (la orden de Cisneros, que marcaron simbólicamente su presencia con el gigantesco cordón que enmarca la fachada del Colegio Mayor de San Ildefonso) siguieron los dominicos (que desde la Edad Media eran la principal de las órdenes dedicadas a la enseñanza universitaria). El colegio-convento de Santo Tomás de los Ángeles se fundó en 1529 por el deán Carlos de Mendoza (en 1601 se trasladó al edificio hoy englobado en el del Parador); el colegio-convento de la Madre de Dios, en 1576, patrocinado por María de Mendoza y de la Cerda (el actual edificio, de 1675-1737, es la actual sede del Museo Arqueológico Regional). El convento de la rama femenina (convento de dominicas de Santa Catalina de Siena) se había fundado por Juana de Mendoza y Zúñiga (1562 -el edificio fue remodelándose hasta 1737-). En cuanto tuvieron oportunidad, los jesuitas demostraron su deseo de asentarse en la universidad donde había estudiado su fundador (San Ignacio de Loyola) con una destacada iglesia (Bartolomé de Bustamante, Francisco de Mora y Juan Gómez de Mora, 1567-1625) y el Colegio Máximo de la Compañía de Jesús (el inicial, de 1546, se trasladó al actual de finales del siglo XVII, con traza de Melchor de Bueras -muy modificado tras la expulsión de los jesuitas en 1767, incluyendo una notable escalera de Ventura Rodríguez-). La otra gran personalidad de la Contrarreforma española, Santa Teresa de Jesús, también pasó por Alcalá, en su caso como priora del convento de carmelitas descalzas de la Purísima Concepción o "de la Imagen" (1567). El de la rama masculina de su orden (colegio-convento de San Cirilo) contó como rector a San Juan de la Cruz. En 1591 se construyó otro convento más de carmelitas, llamado "de afuera" o "del Corpus" (de Fray Alberto de la Madre de Dios). Peculiar congregación inicial tuvo el convento de la Consolación, fundado en 1580 como casa de acogida de prostitutas (actividad muy difundida) por Francisco del Niño Jesús con el patrocinio del cardenal Gaspar de Quiroga, y que en 1688 se reconvirtió por Andrés de Villarán en convento de agustinas descalzas (con el nombre de Nuestra Señora de la Consolación o de la Magdalena). La iglesia, de 1672, fue trazada por Fray Lorenzo de San Nicolás a imitación del Real Monasterio de la Encarnación de Madrid. Convento masculino de agustinos recoletos fue el de San Nicolás de Tolentino (transformado a finales del siglo XIX en convento femenino franciscano de San Juan de la Penitencia o "de las Juanas"), con colegio universitario (Real Colegio de San Agustín). En 1613, el cardenal Bernardo de Sandoval y Rojas (de la familia del valido), fundó el convento de las Bernardas (cisterciense). Hacia 1670, Catalina García Fernández, sobrina de la impresora María Fernández, fundó el Colegio de Doncellas Pobres de Santa Clara (asociado al beaterio o convento de las clarisas de San Diego, fundado en 1515, conocido por las almendras garrapiñadas) en el local que había sido taller de imprenta, muy cercano al convento franciscano de San Diego y al Colegio Mayor (las clarisas son la rama femenina de los franciscanos). También hubo fundaciones de capuchinos, mínimos, carmelitas calzados, mercedarios, trinitarios, basilios, caracciolos, filipenses, ursulinas, etc. Los "doctrinos" de la Ermita del Cristo de los Doctrinos no son una orden religiosa, sino un "Seminario de niños de la Doctrina Cristiana" en el que según la tradición impartieron docencia San Ignacio de Loyola y San José de Calasanz.

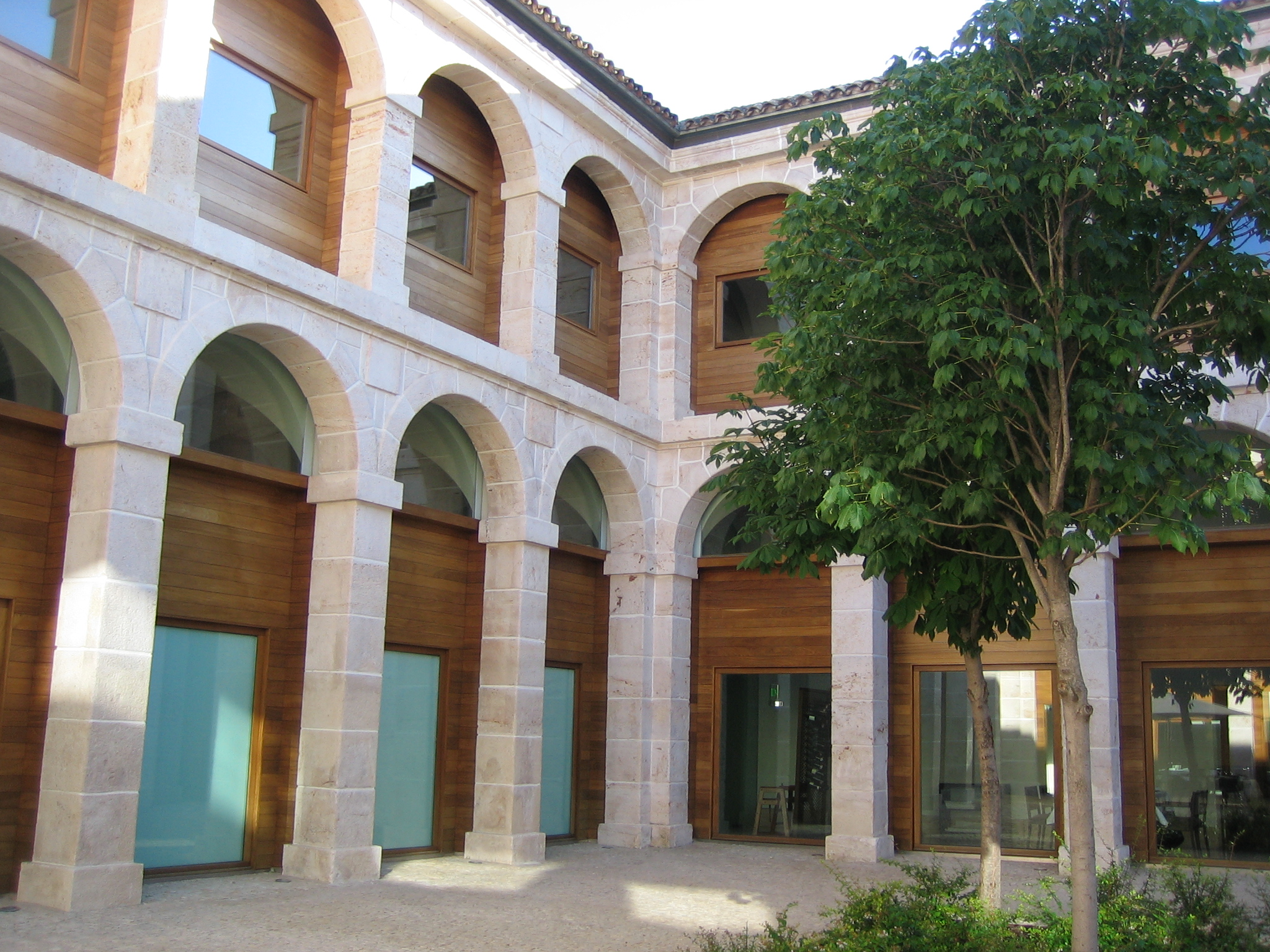
Patio del colegio de Santo Tomás de los Ángeles (dominicos).
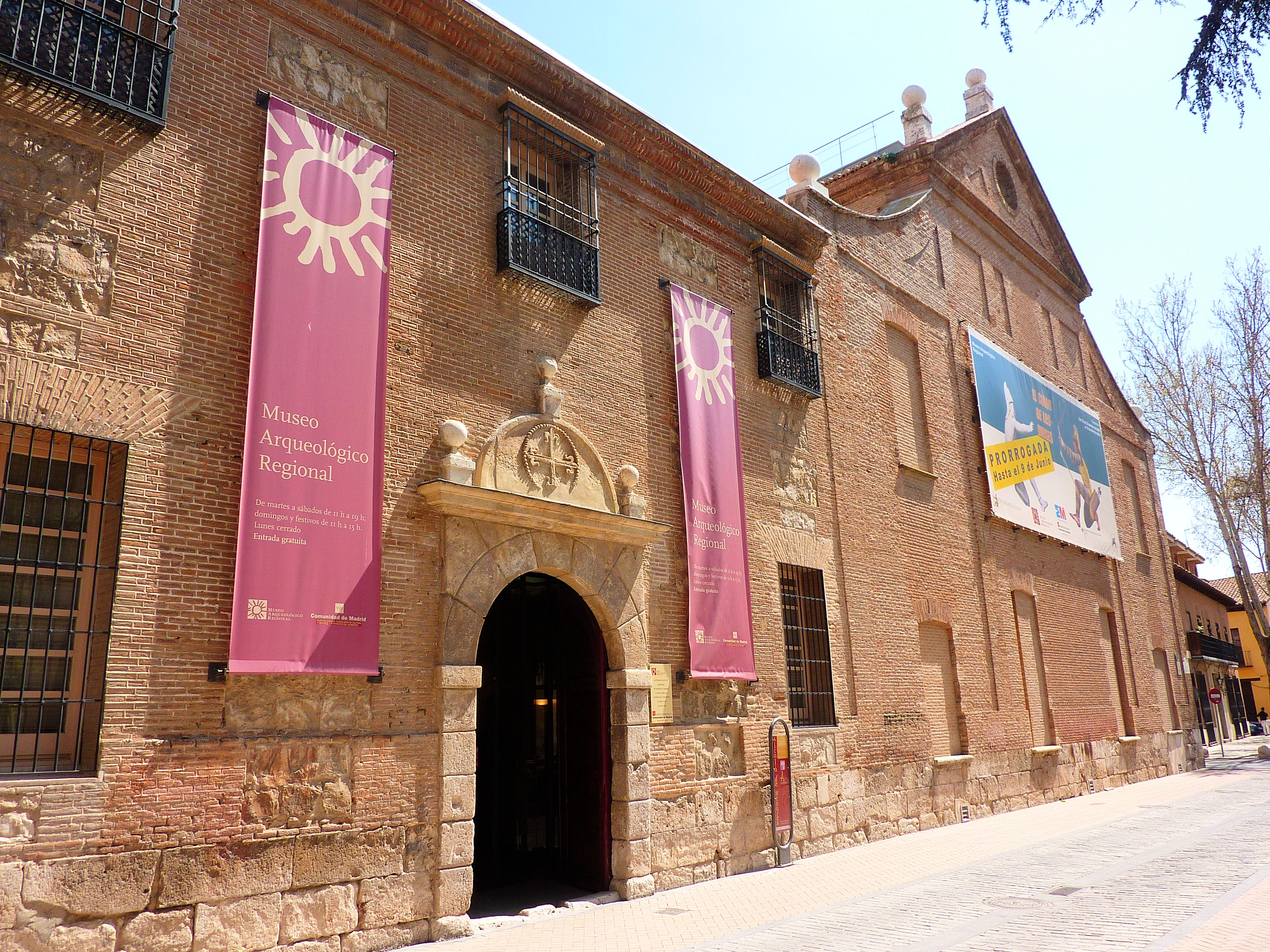
Fachada del convento de la Madre de Dios (dominicos).
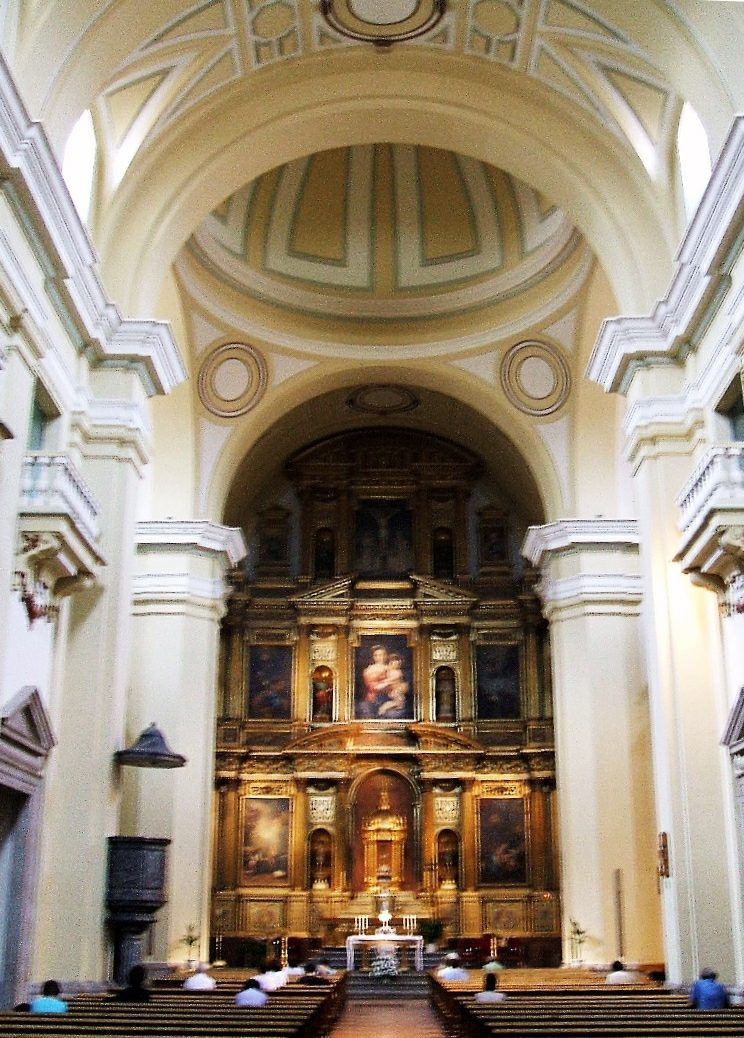
Interior de la iglesia del colegio de la Compañía de Jesús, actualmente denominada Santa María la Mayor.
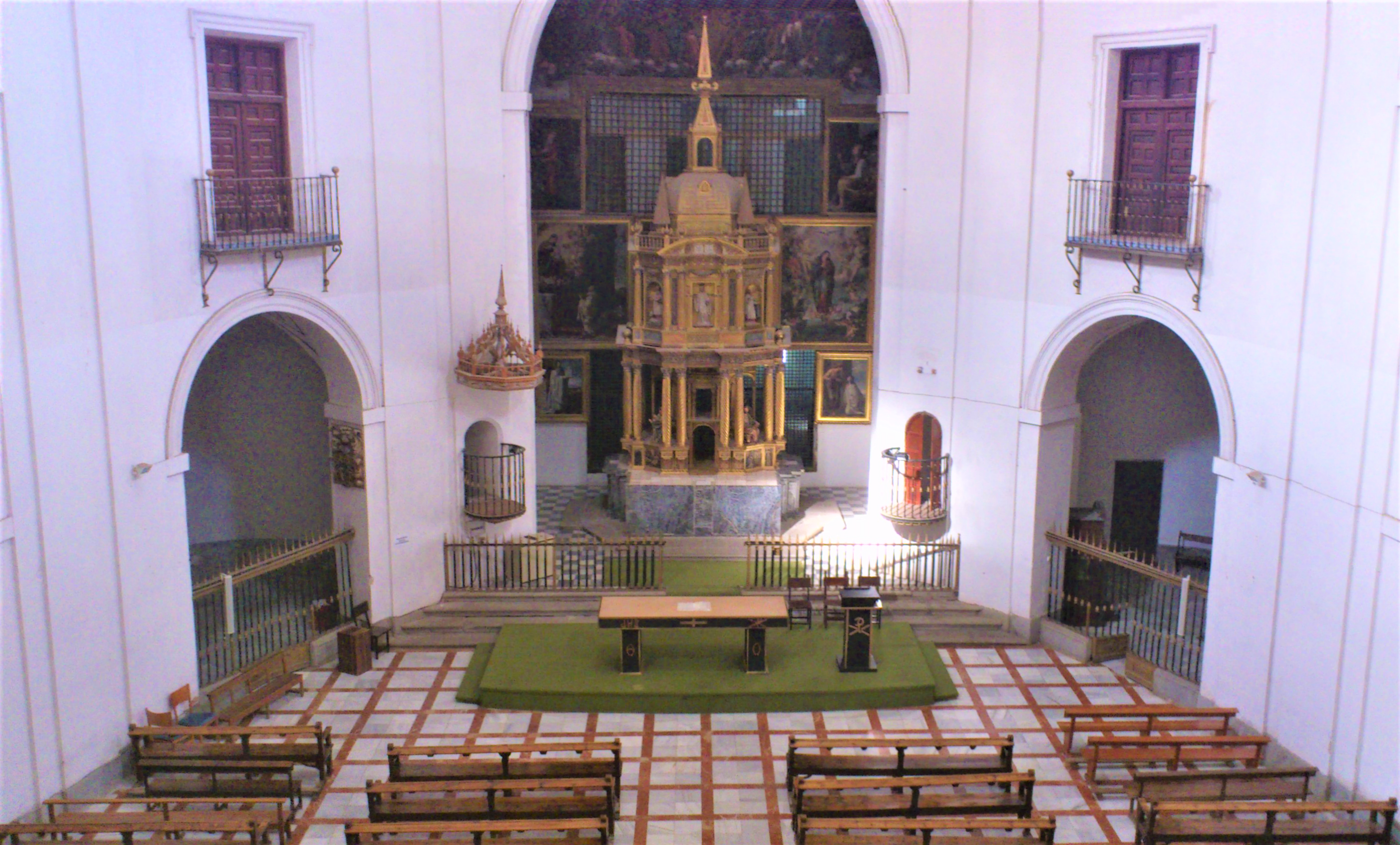
Interior de la iglesia del convento de las Bernardas (de Juan Gómez de Mora, 1613).

Además de los ya citados, por las aulas de los distintos colegios universitarios de Alcalá pasaron personajes destacadísimos: Antonio de Nebrija, Santo Tomás de Villanueva, Juan Ginés de Sepúlveda, Juan y Agustín de Cazalla, Diego Laínez, Benito Arias Montano, Domingo de Soto, Juan de Mariana, Mateo Alemán, Lope de Vega, Francisco de Quevedo, Tirso de Molina o Calderón de la Barca. En medicina destacaron Francisco Enríquez de Villacorta, Francisco Díaz de Alcalá y Francisco Vallés "el Divino" (también pasó brevemente por Alcalá el novator Diego Mateo Zapata); mientras que cirujano del Hospitalillo de Antezana fue el padre de Cervantes (que alguna referencia a la ciudad y su entorno hace en sus obras). En la ciudad se mantenía un ambiente literario y un teatro permanente (el "Corral de Zapateros", 1601, transformado en coliseo neoclásico en 1769, en teatro romántico en 1831 y en cine en el siglo XX).

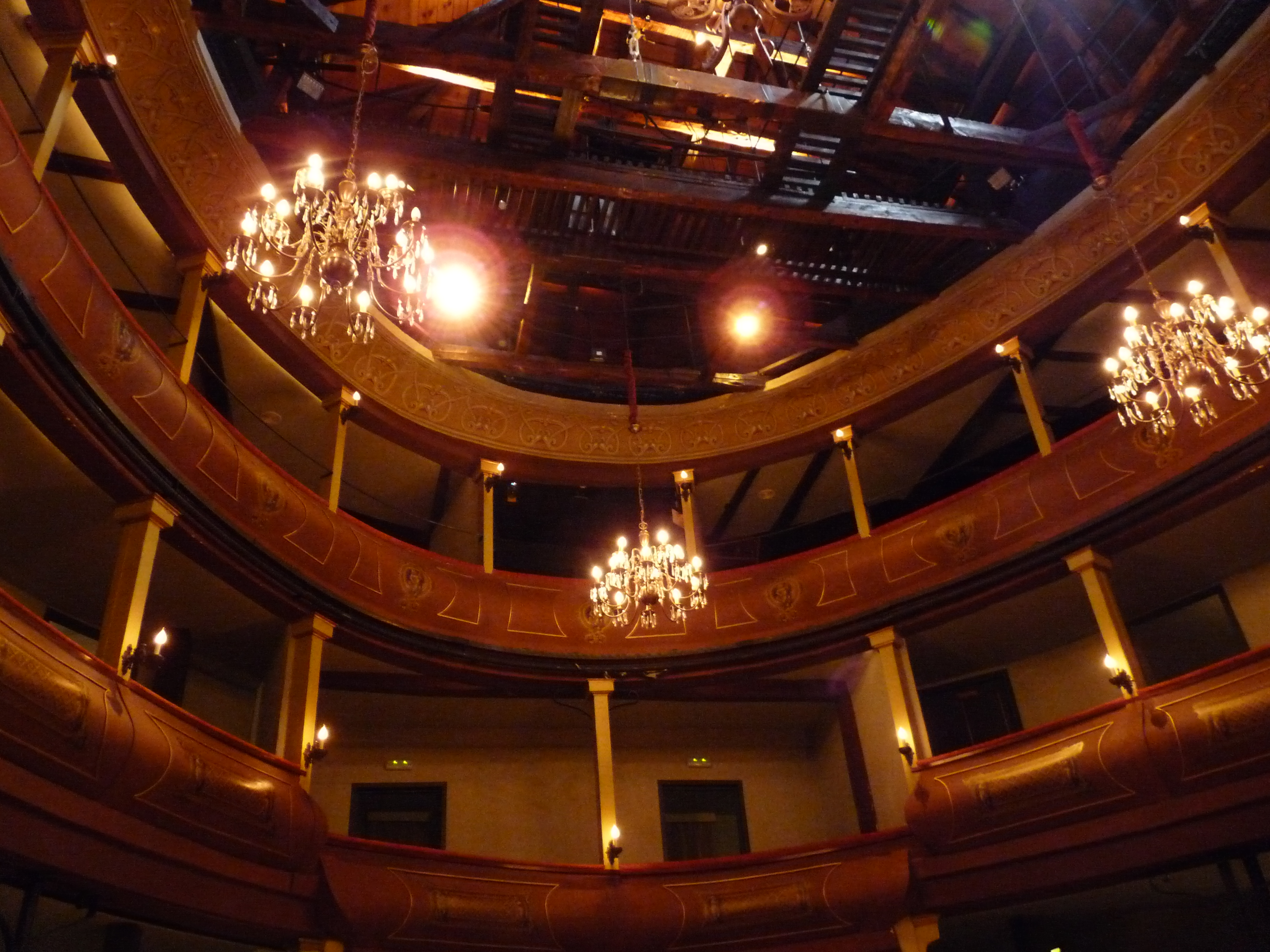
Corral de Zapateros. La estructura de la cubierta es del siglo XVIII, y la forma de los palcos del XIX.
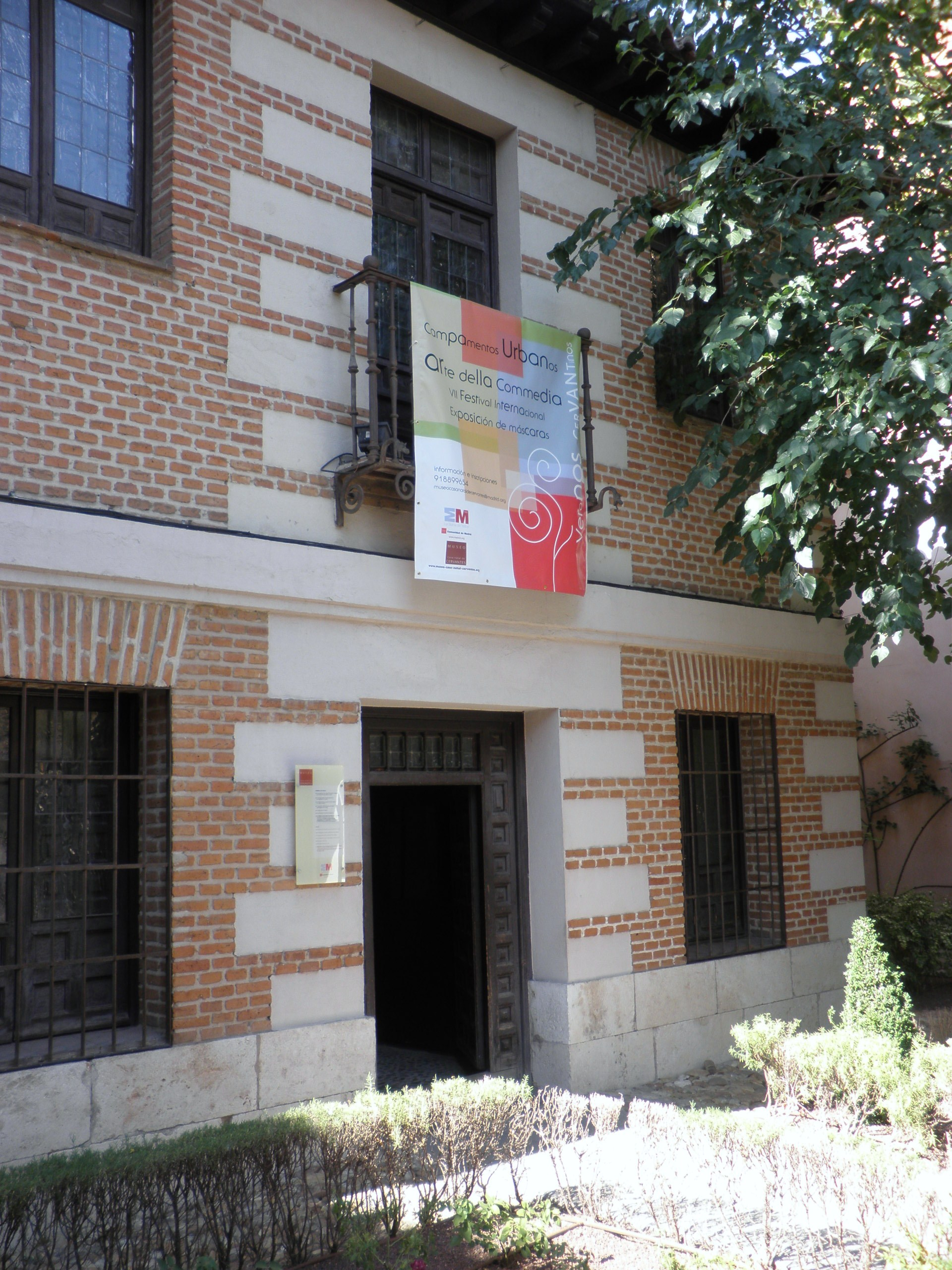
Casa-Museo de Cervantes, entre el Hospitalillo de Antezana donde trabajó su padre y el convento de carmelitas de la Imagen donde profesó su hermana.

En 1561-1562 Felipe II dispuso que su propio primogénito, el príncipe Carlos, junto con otros dos jóvenes de su misma edad, Juan de Austria y Alejandro Farnesio (ambos descendientes bastardos de Carlos V), estudiaran en Alcalá. El preceptor de la Casa del príncipe era Honorato Juan, caballero valenciano docto, que seguía los papeles para instruille y enseñarle la gramática [que] dio Luis Vives, insigne en ciencias y lenguas antiguas (Vives, también valenciano, había muerto en 1540, y fue preceptor de la princesa María Tudor en Inglaterra); y en la casa se contaba con la presencia, entre otros personajes, de Juan de Herrera. Bajando las escaleras del palacio episcopal el 19 de abril de 1562, Carlos tuvo una grave caída que estuvo a punto de costarle la vida, al golpearse la cabeza. Para su tratamiento acudieron famosos médicos, como Andrés Vesalio (que acompañaba al rey) y Pinterete, un morisco de Valencia. Posiblemente las numerosas intervenciones que se le realizaron (una trepanación, cuatro sangrías, cuatro purgas) fueron contraproducentes. Su estado llegó a ser tan desesperado que se recurrió al cuerpo incorrupto de Fray Diego de Alcalá, que fue trasladado en solemne procesión a la habitación del enfermo, y a lo que se atribuyó su curación: Carlos aseguró haber visto y hablado con un fraile franciscano. El rey mandó cartas a Roma para pedir la rápida canonización de Fray Diego, obtenida el 10 de julio de 1588 (lo que le convirtió en el primer santo español de la Edad Moderna). Las extrañas circunstancias en las que se produjo la posterior caída en desgracia del príncipe Carlos ante su padre, su encierro y muerte, han sido objeto de todo tipo de especulaciones. El episodio de la curación milagrosa aparece en una obra de Lope de Vega.

En tiempo del Rey Felipe / Que llamarán el Prudente / Tendrá el Principe don Carlos / Salud por Diego; que quiere  / Hacer Dios este milagro / Porque esta ocasión aliente / A su canonización / Prelados, ciudades, reyes, / Y las universidades (...) ¡Dichosa Alcalá que tienes / Tal dicha en santos varones! / Pero es bien el que los siembres / Pues te ha regado la sangre / De dos niños tan valientes.
San Diego de Alcalá (1613)

En el siglo XVIII se consintió excepcionalmente que una mujer, Isidra de Guzmán, estudiara en la Universidad de Alcalá (se la conoce como "la doctora de Alcalá"), aunque tal hecho no tuvo continuidad. Para entonces la Universidad, como todas, anquilosada en el escolasticismo, se consideraba intelectualmente inútil por los críticos ilustrados que en vano procuraron su reforma, como algunos de su más destacados alumnos: Pedro Rodríguez de Campomanes, Gaspar Melchor de Jovellanos o José de Cadalso.
| Población de Alcalá de Henares estimada en fuentes precensales | Población de Alcalá de Henares estimada en fuentes precensales | Población de Alcalá de Henares estimada en fuentes precensales | Población de Alcalá de Henares estimada en fuentes precensales | Población de Alcalá de Henares estimada en fuentes precensales | Población de Alcalá de Henares estimada en fuentes precensales | Población de Alcalá de Henares estimada en fuentes precensales |
| Año y fuente                                                   | 1530                                                           | Censo o vecindario de 1591                                     | 1646                                                           | Vecindario de Campoflorido(1712-1714)                          | Catastro de Ensenada(1753)                                     | Censo de Floridablanca(1786-1787)                              |
| Vecinos                                                        | 850                                                            | 2.345                                                          | 821                                                            | 600                                                            | 1.281                                                          | ...                                                            |
| Habitantes                                                     | ...                                                            | ...                                                            | ...                                                            | ...                                                            | 5.790                                                          | 5.688                                                          |
| -------------------------------------------------------------- | -------------------------------------------------------------- | -------------------------------------------------------------- | -------------------------------------------------------------- | -------------------------------------------------------------- | -------------------------------------------------------------- | -------------------------------------------------------------- |

Los vecindarios del Antiguo Régimen no incluyen a la Universidad ni al clero. En el Censo de Floridablanca los estudiantes de la Universidad eran 499 (incluyendo 117 criados), y el número de personas pertenecientes al estamento eclesiástico lo componían unos 846.

## Edad Contemporánea

### SigloXIX

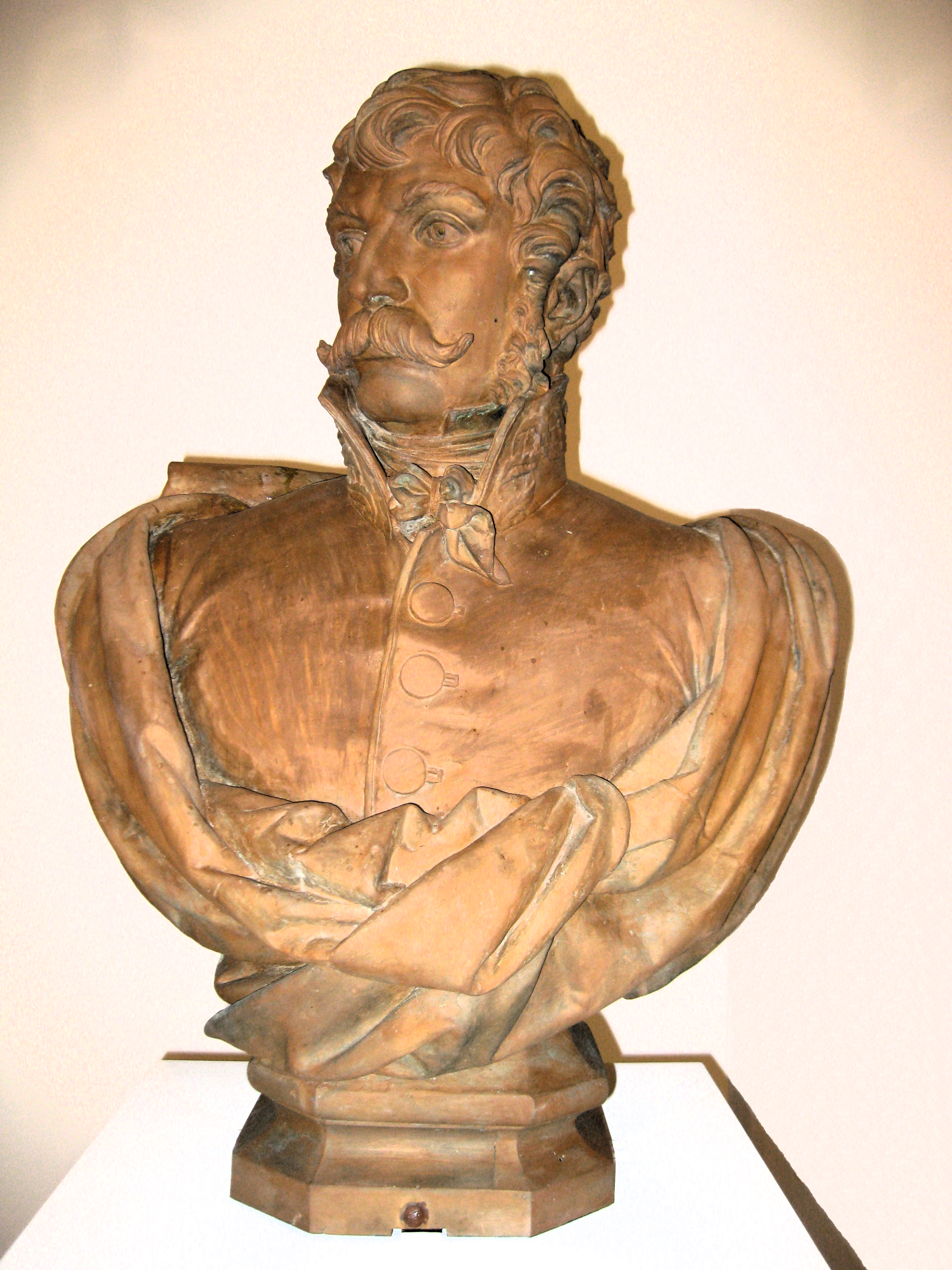
Juan Martín "el Empecinado", busto de bronce del escultor Carlos Nícoli en 1880.

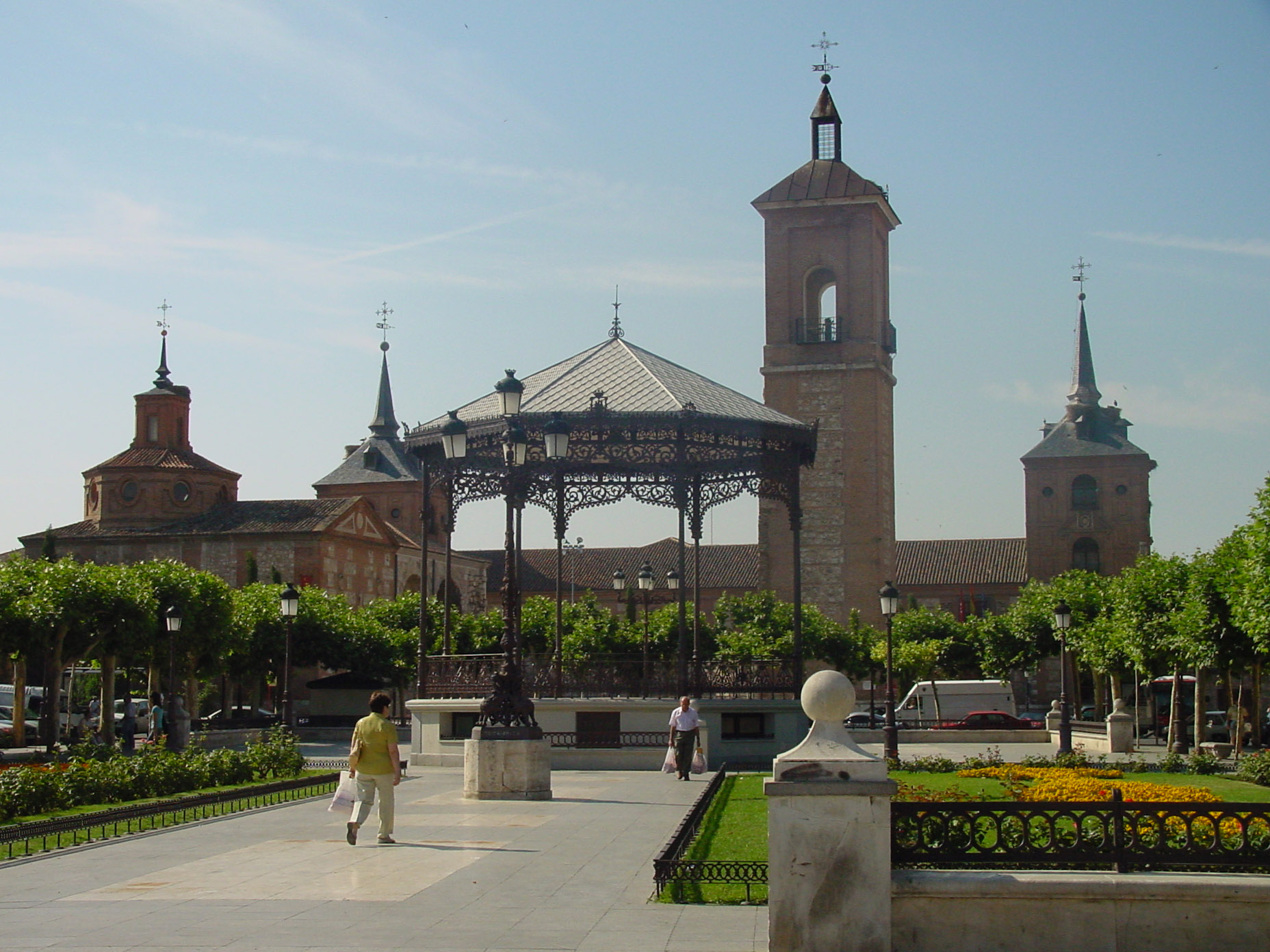
Plaza de Cervantes, con el quiosco de música y los restos de la iglesia de Santa María. Detrás, el colegio de Málaga.

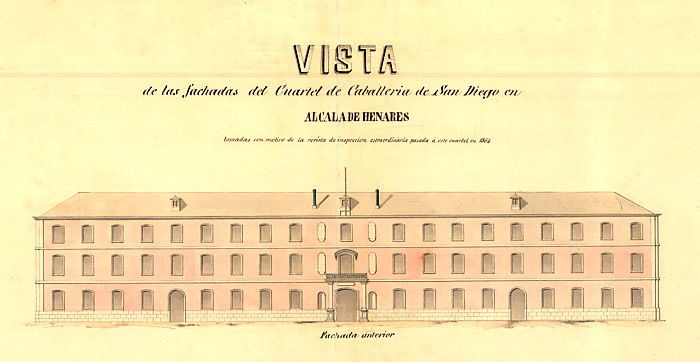
Cuartel del Príncipe, actual biblioteca universitaria.

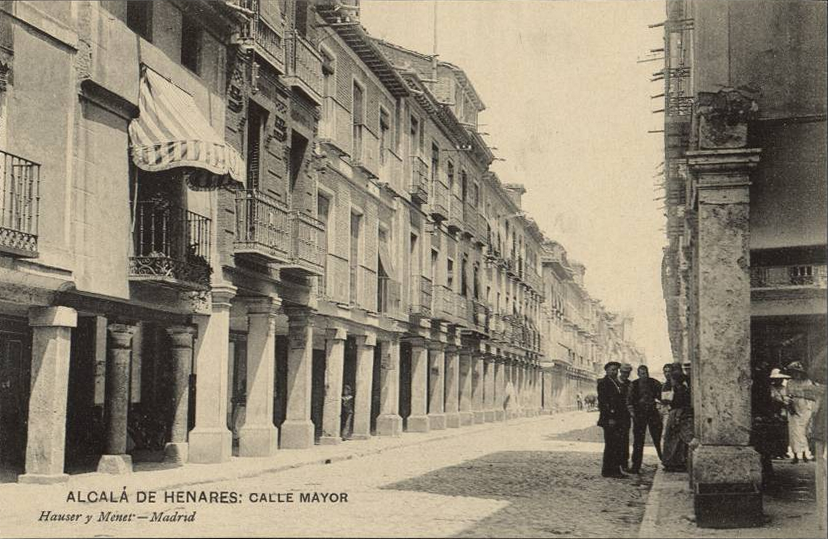
La calle Mayor en 1910.

Los sucesos del 2 de mayo de 1808 tuvieron una inmediata repercusión en Alcalá: llegadas las noticias tres horas después de iniciada la revuelta popular, el corregidor Agustín de Quadro Rodríguez emitió una proclama (comparable hasta cierto punto al mucho más trascendente bando de los alcaldes de Móstoles) en la que se convocaba a acudir armados a Madrid a las personas útiles de la ciudad y los lugares de su jurisdicción, a donde se enviaron emisarios. Al día siguiente llegó a Alcalá una carta del gobernador del Consejo de Castilla, Arias Mon y Velarde, quien, enterado de la iniciativa del corregidor, le reprendía su actitud y le ordenaba taxativamente evitar cualquier tipo de movilización, e incluso reprimirla con los medios militares a su alcance en el caso de que se produjera. Al mismo tiempo, llegó el bando de Murat que suponía el control de la situación por el ejército francés. El corregidor obedeció, dando contraorden en una breve carta fechada el 5 de mayo, donde avisaba de las posibles funestas consecuencias; y no se produjeron disturbios en Alcalá. De hecho, la tranquilidad en la ciudad se mantuvo durante los primeros años de la Guerra de Independencia hasta 1811, cuando se constata la presencia en la zona de la guerrilla de El Empecinado. El clásico texto de Esteban Azaña solo recoge del periodo anterior que todas las personas acomodadas abandonan la ciudad, la Universidad cierra sus aulas, muchos de cuyos estudiantes fueron a engrosar las filas de los guerrilleros, ciérranse los conventos de frailes y hasta las monjas, abandonando el claustro y algunas hasta mudando el hábito por el vestido seglar, huyen. Algunos edificios sufrieron un notable deterioro, como la ermita de San Isidro, que fue utilizada como cuadra y vio destruido su retablo.
La abolición de los señoríos (1811 y definitivamente en 1837), que extinguió la autoridad de los arzobispos de Toledo como señores de Alcalá, dio paso a la nueva división provincial, que incorporó Alcalá a la recién creada provincia de Madrid.
En 1836, las instalaciones universitarias fueron cerradas, con la indicación de que la Universidad «apenas tenía estudiantes» y la institución se trasladó a Madrid, donde comenzó a funcionar con el nombre de Universidad Central (posteriormente denominada Universidad Complutense de Madrid).
Las guías de viajeros (Antonio María López y Ramajo, Breve descripción de las cosas más notables que existen en la insigne ciudad de Alcalá de Henares -1861-, Liborio Apolinario Acosta de La Torre, Guía del Viajero en Alcalá de Henares -1882-, Emilio Valverde y Álvarez, Plano y Guía del Viajero en Alcalá de Henares, Guadalajara y Sigüenza -1885-), que dan cifras de población entre 9.000 y 16.000 habitantes, y 1.220 viviendas, atestiguan una decadencia no tanto demográfica sino urbanística y socioeconómica. Acosta culpaba de ello a los propios habitantes: laboriosos, honrados, pacíficos y de afable trato; pero bastante individualistas; muy poco emprendedores; y deplorablemente apáticos ... sólo así se explica la dolorosa decadencia de esta ciudad ilustre, cuando dadas sus excelentes condiciones naturales y topográficas podría ser el Versalles de España ... sólo así se explican sus increíbles destrozos y sus dolorosas ruinas. Quedaban ocho de los numerosos conventos antes existentes, y tres de las cinco ermitas; de las 38 iglesias que llegó a haber, solo 17 mantenían el culto (las demás las ha convertido la injuria de los tiempos en almacenes, en depósitos de paja, en otras cosas peores o escombros -Acosta-). La actividad principal era la agricultura, aunque había fábricas de harinas, jabón, curtidos, escayola, baldosas y ladrillos; bebidas gaseosas, chocolate, fideos ... muchas alfarerías (Acosta) de loza ordinaria (Valverde) ... telares ordinarios ... hornos de yeso y molinos de chocolate. La entrada del Diccionario de Pascual Madoz (1845-1850) cita a Alcalá de Henares como arciprestazgo correspondiente a la vicaría general de la misma ciudad, diócesis de Toledo, se compone de los pueblos... (y lista 30) ... está anejo a una de las dignidades de la Magistral de Alcalá. Sigue con la entrada como partido judicial de ascenso en la provincia, audiencia territorial y capitanía general de Castilla la Nueva, que corresponde en toda su extensión a la diócesis primada de Toledo, se compone de 1 ciudad, 44 villas, 4 lugares, 1 anejo y 1 real sitio. No obstante, se cita a Alcalá como ciudad con ayuntamiento de la provincia ... de Madrid. Da una población de 864 vecinos y 5.153 almas, y un censo de electores de 389, de los cuales 21 lo eran por capacidad y 368 contribuyentes. Había un alcalde, un teniente de alcalde, ocho regidores, un síndico y siete suplentes. El reemplazo del ejército constaba de 736 jóvenes entre 18 y 21 años. Se calculaba una riqueza total de 1.346.571 reales de vellón, dividida en territorial y pecuaria de 618.687, urbana de 311.829 e industrial y comercial de 216.055. Como datos físicos daba: cielo alegre y despejado, buena ventilación y clima saludable, aunque algo frío (sic) ... hace muchos años se creyó existir una de oro en el alto de Zulema ... resultó ser la veta de estaño y tan delgada que nunca se pensó en la esplotación ... El camino real de Madrid a Aragón... es sin dificultad el mejor de España y más bien conservado. La estadística criminal de 1843 recoge 206 acusados, de los que 36 son absueltos, 163 penados y 7 contumaces. Entre ellos 71 sabían leer y escribir, 139 no y de 6 no pudo comprobarse (sic -la suma no corresponde al dato anterior-). Hubo 60 delitos de homicidio y heridas. Un siglo antes, el Catastro de Ensenada (20 de mayo de 1753) daba una cifra de poco más o menos 1.281 vecinos de uno y otro estado, 1.077 casas útiles y 41 arruinadas.
La Sociedad de Condueños («Sociedad de Condueños de los Edificios que fueron Universidad», una iniciativa de los ciudadanos alcalaínos de 1836 que, viendo como los edificios principales de la ciudad iban a ser subastados, decidieron salvar el patrimonio de la ciudad aportando su dinero y creando una sociedad cuya única finalidad era comprar los edificios emblemáticos de la Universidad para evitar su expolio) fue la primera sociedad particular y privada que se creó en España para salvar y conservar filantrópicamente un patrimonio artístico. Los edificios de la Sociedad de Condueños acogen actualmente el rectorado y varias facultades de la Universidad refundada en el siglo XX.
El 27 de octubre de 1854 se inaugura la línea de telégrafo eléctrico entre Madrid e Irún, localizando uno de sus enlaces en Alcalá. El 3 de mayo de 1859 Alcalá se convirtió en una de las primeras ciudades españolas en contar con estación de ferrocarril.
La situación estratégica de Alcalá en las comunicaciones de Madrid con el Noreste, y la gran disponibilidad de espacios utilizables, la hicieron un lugar idóneo para instalaciones militares. El convento franciscano (que ya en 1813 había alojado un hospital militar, y se encontraba en muy mal estado) se transformó en un importante cuartel (de caballería de San Diego o "del Príncipe", 1864). En los solares anejos donde se habían levantado los colegios de San Bernardo y Santa Balbina, se construyó el Cuartel de Lepanto, que ocupó la Escuela de Herradores del Ejército.
El restaurador, constructor y pintor Manuel José Laredo y Ordoño (que llegó a alcalde de la ciudad a finales de siglo) levantó en el Paseo de la Estación su suntuosa residencia familiar (el llamado Palacete Laredo), en parte con materiales procedentes de expolios arqueológicos. También construyó el quiosco de música y el Círculo de Contribuyentes, ambos en la plaza de Cervantes.
En 1885, la diócesis de Toledo se dividió para crear el Arzobispado de Madrid-Alcalá, del que Alcalá era sede sufragánea.
| Población de Alcalá de Henares en los censos decenales | Población de Alcalá de Henares en los censos decenales | Población de Alcalá de Henares en los censos decenales | Población de Alcalá de Henares en los censos decenales | Población de Alcalá de Henares en los censos decenales | Población de Alcalá de Henares en los censos decenales | Población de Alcalá de Henares en los censos decenales | Población de Alcalá de Henares en los censos decenales | Población de Alcalá de Henares en los censos decenales | Población de Alcalá de Henares en los censos decenales | Población de Alcalá de Henares en los censos decenales | Población de Alcalá de Henares en los censos decenales | Población de Alcalá de Henares en los censos decenales | Población de Alcalá de Henares en los censos decenales | Población de Alcalá de Henares en los censos decenales | Población de Alcalá de Henares en los censos decenales | Población de Alcalá de Henares en los censos decenales | Población de Alcalá de Henares en los censos decenales | Población de Alcalá de Henares en los censos decenales |
| Año censal                                             | 1842                                                   | 1857                                                   | 1860                                                   | 1877                                                   | 1887                                                   | 1897                                                   | 1900                                                   | 1910                                                   | 1920                                                   | 1930                                                   | 1940                                                   | 1950                                                   | 1960                                                   | 1970                                                   | 1981                                                   | 1991                                                   | 2001                                                   | 2011                                                   |
| Población de Hecho                                     | ...                                                    | 8.745                                                  | 9.280                                                  | 12.317                                                 | 13.543                                                 | 10.543                                                 | 11.206                                                 | 11.728                                                 | 11.142                                                 | 12.693                                                 | 18.419                                                 | 19.415                                                 | 25.123                                                 | 59.783                                                 | 142.862                                                | 162.780                                                | ...                                                    | ...                                                    |
| Población de Derecho                                   | 5.153                                                  | ...                                                    | ...                                                    | 14.241                                                 | 14.980                                                 | 10.644                                                 | 12.056                                                 | 11.692                                                 | 12.241                                                 | 13.001                                                 | 14.971                                                 | 15.004                                                 | 22.069                                                 | 57.354                                                 | 137.169                                                | 159.355                                                | 176.434                                                | 200.505                                                |
| Hogares                                                | 864                                                    | 1.504                                                  | 1.517                                                  | 2.203                                                  | 2.315                                                  | 1.952                                                  | 2.090                                                  | 2.151                                                  | 2.283                                                  | 2.592                                                  | 2.819                                                  | 2.731                                                  | 5.027                                                  | 14.031                                                 | 35.895                                                 | 44.166                                                 | 56.680                                                 | 71.864                                                 |
| ------------------------------------------------------ | ------------------------------------------------------ | ------------------------------------------------------ | ------------------------------------------------------ | ------------------------------------------------------ | ------------------------------------------------------ | ------------------------------------------------------ | ------------------------------------------------------ | ------------------------------------------------------ | ------------------------------------------------------ | ------------------------------------------------------ | ------------------------------------------------------ | ------------------------------------------------------ | ------------------------------------------------------ | ------------------------------------------------------ | ------------------------------------------------------ | ------------------------------------------------------ | ------------------------------------------------------ | ------------------------------------------------------ |

### SigloXX

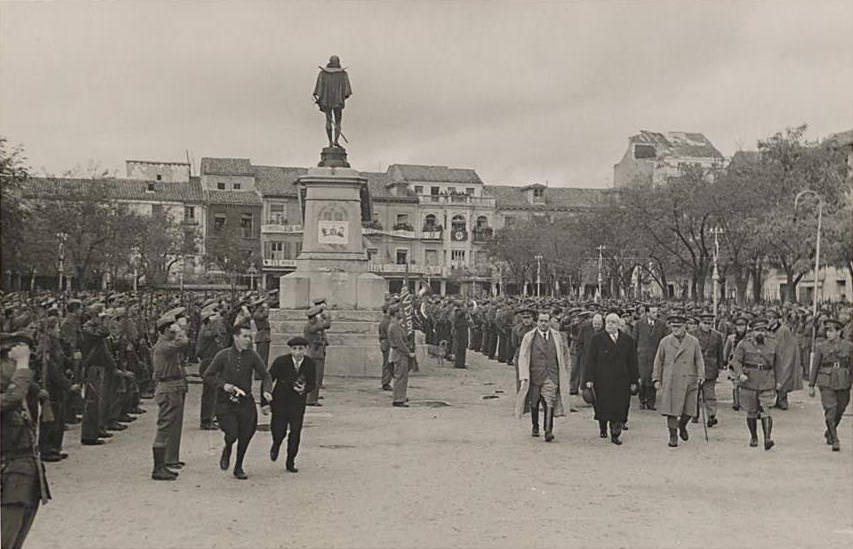
Manuel Azaña pasa revista a las tropas acuarteladas en Alcalá de Henares, en noviembre de 1937.

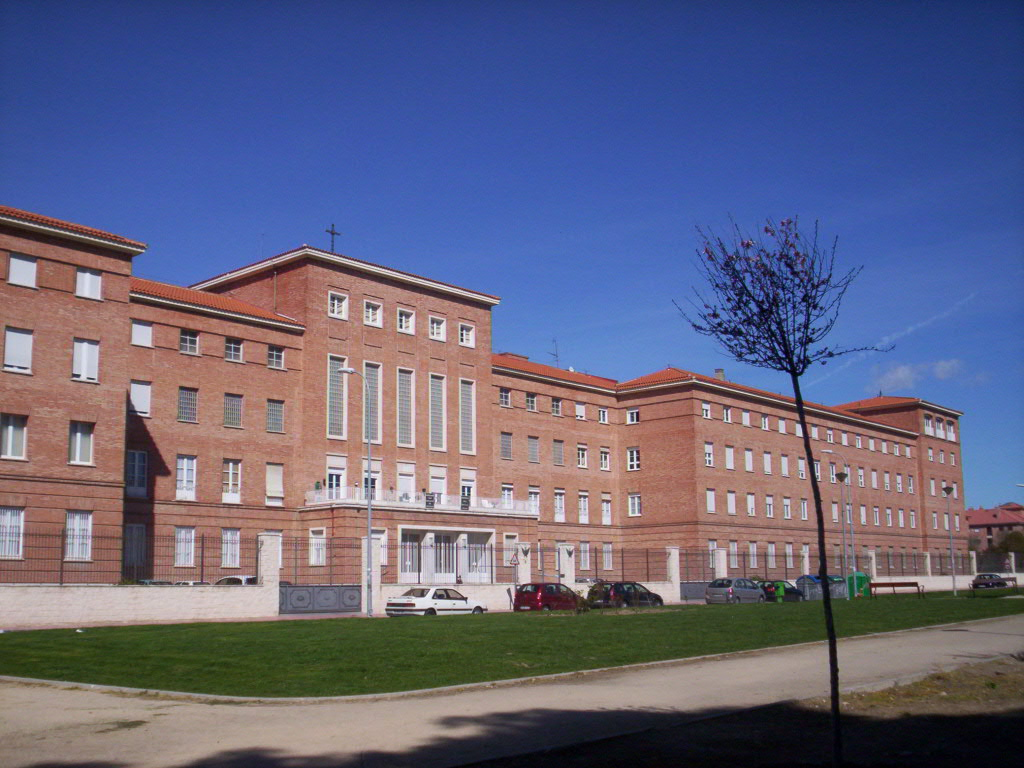
Colegio de los jesuitas.

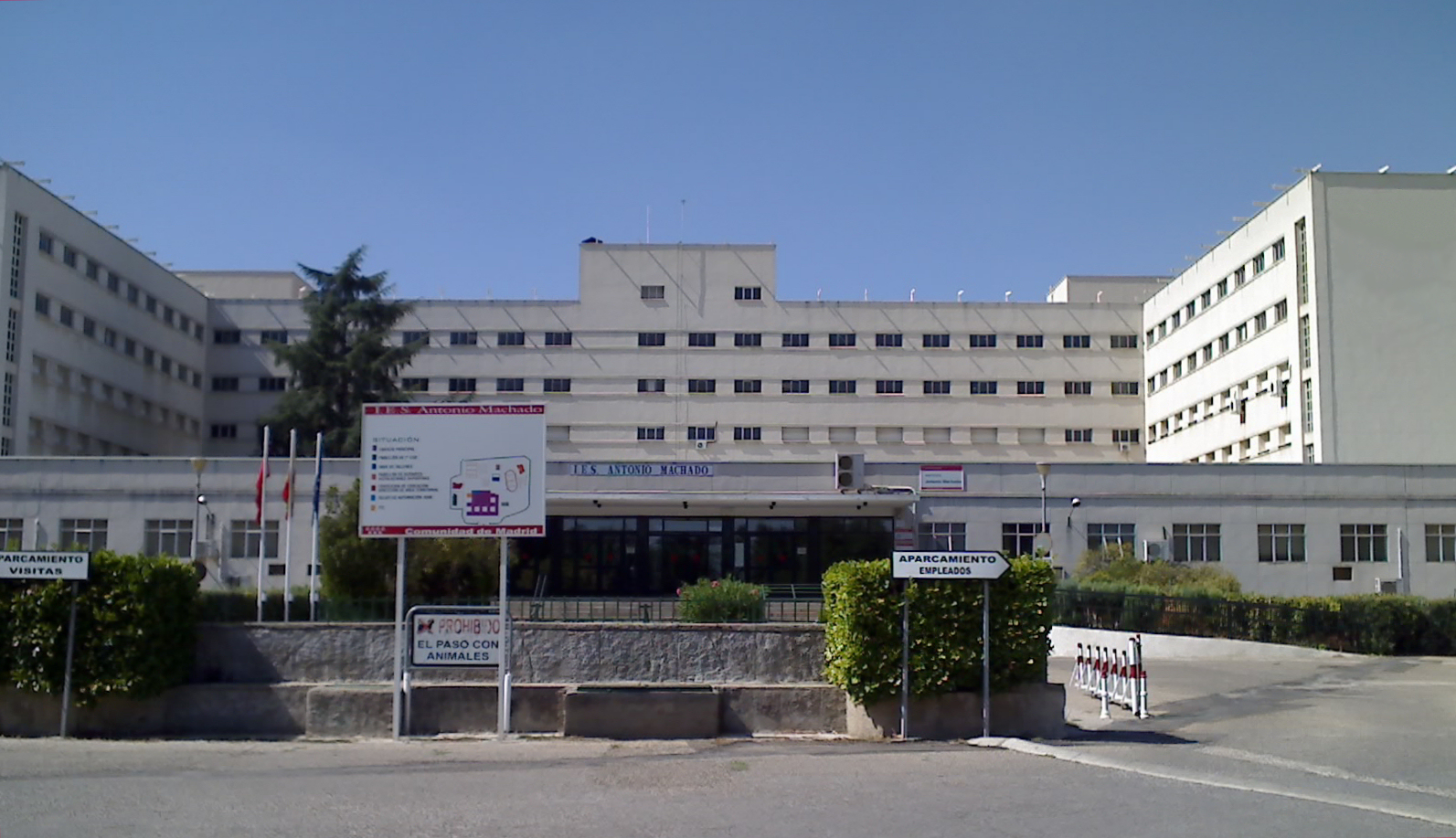
Universidad Laboral de Alcalá de Henares, actual Instituto de Enseñanza Secundaria Antonio Machado.

Importantes personajes del primer tercio del siglo XX habían nacido en Alcalá: Atilano Casado, Andrés Saborit y Manuel Azaña.
Precedida por los denominados "incidentes de Alcalá de Henares" (15 de mayo de 1936, entre militares y militantes socialistas, que provocaron la orden fulminante de retirar los regimientos de caballería acuartelados en la ciudad, lo que suscitó una enigmática carta del general Franco al presidente del gobierno del Frente Popular Santiago Casares Quiroga); la guerra civil española (1936-1939) tuvo en Alcalá algunos hechos significativos; entre ellos, probablemente, la ejecución de Andreu Nin en las instalaciones militares de la zona del antiguo aeródromo Barberán y Collar (junto a la actual BRIPAC) en junio de 1937, durante los enfrentamientos internos del bando republicano. En los primeros días de la guerra se produjeron enfrentamientos entre militares partidarios y opuestos al golpe militar. Dos batallones acantonados en Alcalá (zapadores y ciclistas, que dispusieron un nido de ametralladoras en la torre de la Magistral) se enfrentaron a una columna de milicianos procedente de Madrid (comandada por Cipriano Mera). En ese contexto, y en el de los disturbios anticlericales, la Magistral fue asaltada y destruida el 21 de julio de 1936. También se destruyó la iglesia de Santa María (de la que solo queda en pie la torre y la Capilla del Oidor). A lo largo de los tres años de guerra, que para Alcalá transcurrieron en zona republicana, se produjeron unos setenta muertos por los bombardeos de la aviación del bando sublevado y una importante destrucción, que también afectó al patrimonio artístico. El Patio Trilingüe fue destruido por uno de esos bombardeos en 1937. En septiembre de ese mismo año 1937 José María Lacarra fue comisionado para gestionar la conservación de los restos de ese patrimonio. El 13 de noviembre de 1937 Manuel Azaña visitó por última vez su ciudad natal; en la plaza de Cervantes pasó revista a las tropas acuarteladas en Alcalá de Henares al mando de El Campesino; le acompañaron Juan Negrín (presidente del Gobierno) y el General Miaja. La toma de la ciudad al final de la guerra correspondió a las tropas del general Saliquet.
En la posguerra se mantuvo una fuerte presencia militar en la ciudad, y continuó la destrucción del patrimonio como el incendio fortuito del Palacio Arzobispal, el 12 de agosto de 1939. Con la entrada de las tropas vencedoras y el nuevo gobierno del general Franco se procedió a la depuración de todo su funcionariado como parte de la represión y siguiendo las leyes de depuración y de responsabilidades políticas igual que ocurrió en el resto de España. También fue muy trágica la explosión del polvorín de la cuesta de Zulema, el 6 de septiembre de 1947, con 24 fallecidos, y la ejecución de 8 supuestos terroristas como represalia del régimen franquista.
Alcalá seguía siendo una ciudad agrícola, militar y de conventos (en el colegio de los jesuitas, de nueva construcción, realizó su tercera probación Jorge Bergoglio, futuro papa Francisco); pero se inició ya en los años cuarenta un proceso de industrialización, protagonizado inicialmente por la industria cerámica y Forjas de Alcalá (la que más obreros empleaba -entre 400 y 750 en esa década-, dedicada al material ferroviario, y que construyó una singular nave de cubierta parabólica -Eugenio Gutiérrez Santos, 1954-).
En los años sesenta y setenta se produce un notable incremento de la población, la industria y los desarrollos urbanísticos.
En 1968 el casco histórico fue declarado Conjunto Histórico Artístico, contando con nueve Monumentos Nacionales.
En 1966 se instaló en Alcalá una de las universidades laborales impulsadas por el movimiento sindical franquista. Tras frustrarse la posibilidad, en 1969, de que la Universidad Autónoma de Madrid se hubiera edificado en Alcalá (como solicitó entre otros Salvador de Madariaga), en 1977 se fundó una nueva universidad en la ciudad, con el nombre de Universidad de Alcalá de Henares, lo que supuso su renacimiento cultural y la recuperación de su patrimonio histórico mediante el Convenio Multidepartamental de Alcalá de Henares de 1985. En 1996 se acordó su nombre definitivo: Universidad de Alcalá (la Universidad Central de Madrid había adoptado la denominación de Universidad Complutense de Madrid en 1970).
A principios de los años ochenta, en pleno proceso de creación de la Comunidad Autónoma de Madrid, se planteó y desechó la posibilidad de establecer la capitalidad en Alcalá de Henares.
En 1991 se dividió la sede episcopal madrileña, reinstaurando la Dioecesis Complutensis de origen romano como diócesis de Alcalá de Henares. Como templo catedralicio se escogió el edificio gótico hasta entonces denominado Iglesia Magistral (por ser en el Antiguo Régimen colegiata de una ciudad universitaria sin sede episcopal propia, y estar su cabildo formado por magister o profesores de la universidad -condición única en el mundo junto con la de San Pedro de Lovaina-); la nueva denominación es la de "Catedral-Magistral de los Santos Niños Justo y Pastor".
El casco histórico de la ciudad de Alcalá de Henares y su universidad fueron declarados Patrimonio de la Humanidad por la Unesco (Kioto, 2 de diciembre de 1998), por el cumplimento de tres criterios: Alcalá de Henares es la primera ciudad diseñada y construida especialmente como sede de una universidad, y este diseño serviría como modelo a otros centros de enseñanza en Europa y América. (...) El concepto de ciudad ideal, la Ciudad de Dios (Civitas Dei), se materializó por primera vez en Alcalá de Henares, desde donde se irradió al mundo entero. (...) La contribución de Alcalá de Henares al desarrollo intelectual de la humanidad se muestra en la materialización de la Civitas Dei, en los avances lingüísticos que tuvieron lugar en la ciudad, especialmente en lo relativo a la Lengua Española, y a través del trabajo de su hijo más ilustre, Miguel de Cervantes Saavedra, y su obra maestra D. Quijote.
| Población en el padrón municipal                      | Población en el padrón municipal | Población en el padrón municipal | Población en el padrón municipal | Población en el padrón municipal | Población en el padrón municipal | Población en el padrón municipal | Población en el padrón municipal | Población en el padrón municipal | Población en el padrón municipal | Población en el padrón municipal | Población en el padrón municipal | Población en el padrón municipal | Población en el padrón municipal | Población en el padrón municipal | Población en el padrón municipal | Población en el padrón municipal | Población en el padrón municipal |
| Año del padrón                                        | 2000                             | 2001                             | 2002                             | 2003                             | 2004                             | 2005                             | 2006                             | 2007                             | 2008                             | 2009                             | 2010                             | 2011                             | 2012                             | 2013                             | 2014                             | 2015                             |                                  |
| Población total                                       | 166.397                          | 172.418                          | 179.602                          | 188.519                          | 191.545                          | 197.804                          | 201.380                          | 198.723                          | 203.645                          | 204.574                          | 204.120                          | 203.686                          | 203.924                          | 204.823                          | 200.768                          | 198.750                          |                                  |
| Hombres                                               | 82.753                           | 86.058                           | 89.814                           | 94.460                           | 96.028                           | 99.435                           | 101.351                          | 99.618                           | 102.354                          | 102.436                          | 101.964                          | 101.614                          | 101.572                          | 101.914                          | 99.461                           | 97.913                           |                                  |
| Mujeres                                               | 83.644                           | 86.360                           | 89.788                           | 94.059                           | 95.517                           | 98.369                           | 100.029                          | 99.105                           | 101.291                          | 102.138                          | 102.156                          | 102.072                          | 102.352                          | 102.909                          | 101307                           | 100.837                          |                                  |
| Nacidos en el extranjero                              | 6.348                            | 10.756                           | 16.630                           | 23.624                           | 27.195                           | 32.816                           | 37.364                           | 37.078                           | 42.791                           | 44.287                           | 44.716                           | 44.901                           | 45.241                           | 45.397                           | 41.214                           | 39.038                           |                                  |
| Nacidos en otra comunidad autónoma                    | 68.140                           | 67.931                           | 67.661                           | 67.861                           | 67.133                           | 66.479                           | 65.343                           | 63.943                           | 62.920                           | 61.992                           | 60.990                           | 60.235                           | 59.639                           | 59.274                           | 58.824                           | 58.338                           |                                  |
| Nacidos en otros municipios de la Comunidad de Madrid | 65.455                           | 65.798                           | 66.042                           | 66.338                           | 65.665                           | 65.052                           | 63.815                           | 62.255                           | 60.858                           | 59.791                           | 58.918                           | 58.019                           | 57.604                           | 57.654                           | 57.530                           | 57.395                           |                                  |
| Nacidos en Alcalá de Henares                          | 26.454                           | 27.933                           | 29.269                           | 30.696                           | 31.552                           | 33.457                           | 34.858                           | 35.447                           | 37.076                           | 38.504                           | 39.496                           | 40.531                           | 41.440                           | 42.498                           | 43.200                           | 43.979                           |                                  |
| ----------------------------------------------------- | -------------------------------- | -------------------------------- | -------------------------------- | -------------------------------- | -------------------------------- | -------------------------------- | -------------------------------- | -------------------------------- | -------------------------------- | -------------------------------- | -------------------------------- | -------------------------------- | -------------------------------- | -------------------------------- | -------------------------------- | -------------------------------- | -------------------------------- |

| Fenómenos demográficos | Fenómenos demográficos | Fenómenos demográficos | Fenómenos demográficos | Fenómenos demográficos | Fenómenos demográficos | Fenómenos demográficos | Fenómenos demográficos | Fenómenos demográficos | Fenómenos demográficos | Fenómenos demográficos | Fenómenos demográficos | Fenómenos demográficos | Fenómenos demográficos | Fenómenos demográficos | Fenómenos demográficos | Fenómenos demográficos | Fenómenos demográficos |
| Año de los datos       | 2000                   | 2001                   | 2002                   | 2003                   | 2004                   | 2005                   | 2006                   | 2007                   | 2008                   | 2009                   | 2010                   | 2011                   | 2012                   | 2013                   | 2014                   | 2015                   |                        |
| Natalidad              | 1.878                  | 1.980                  | 2.212                  | 2.356                  | 2.394                  | 2.479                  | 2.467                  | 2.623                  | 2.515                  | 2.159                  | 2.099                  | 1.968                  | 1.857                  | 1.642                  | 1.719                  | -                      |                        |
| Mortalidad             | 852                    | 863                    | 924                    | 995                    | 960                    | 1.004                  | 1.016                  | 1.029                  | 1.035                  | 1.040                  | 1.058                  | 1.066                  | 1.082                  | 1.030                  | 1.191                  | -                      |                        |
| Nupcialidad            | 1.124                  | 1.245                  | 1.256                  | 1.195                  | 1.192                  | 973                    | 897                    | 877                    | 727                    | 589                    | 607                    | 598                    | 634                    | 697                    | 647                    | -                      |                        |
| ---------------------- | ---------------------- | ---------------------- | ---------------------- | ---------------------- | ---------------------- | ---------------------- | ---------------------- | ---------------------- | ---------------------- | ---------------------- | ---------------------- | ---------------------- | ---------------------- | ---------------------- | ---------------------- | ---------------------- | ---------------------- |

### SigloXXI

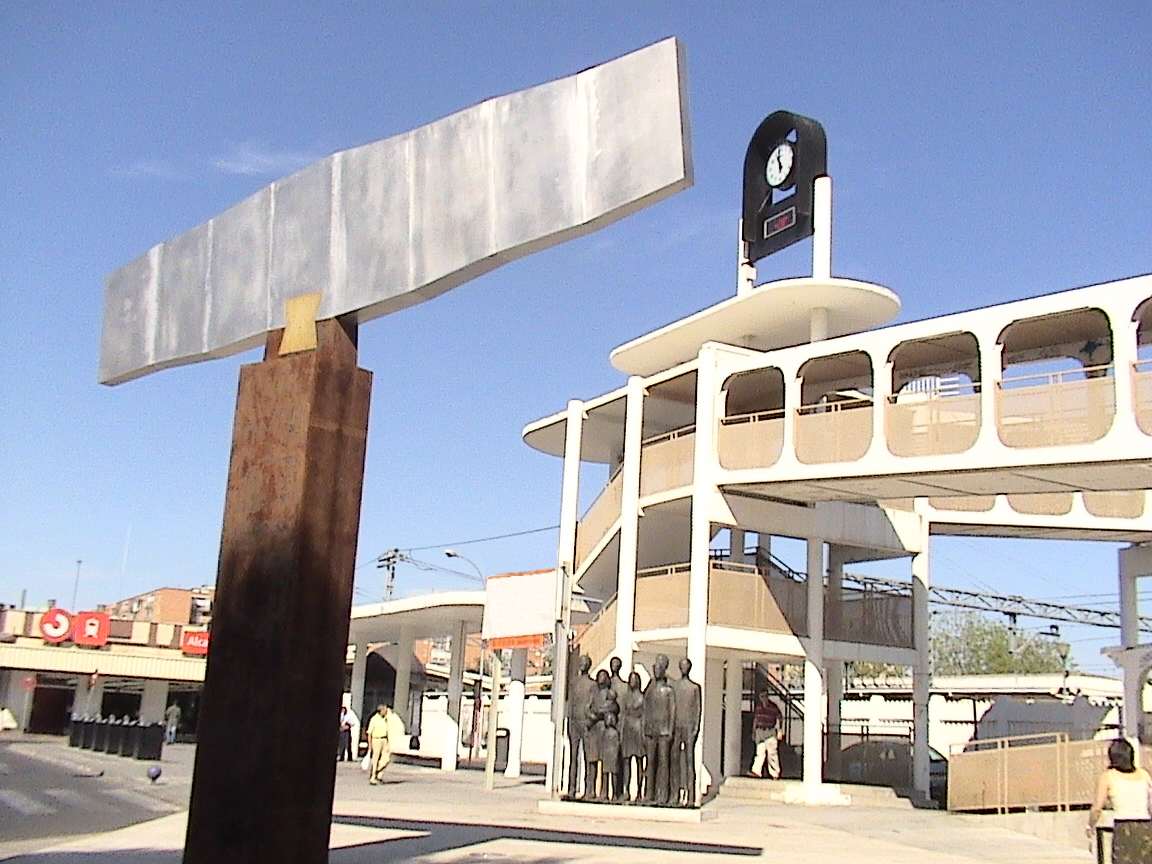
Monumento a las víctimas del 11-M frente a la estación de tren.

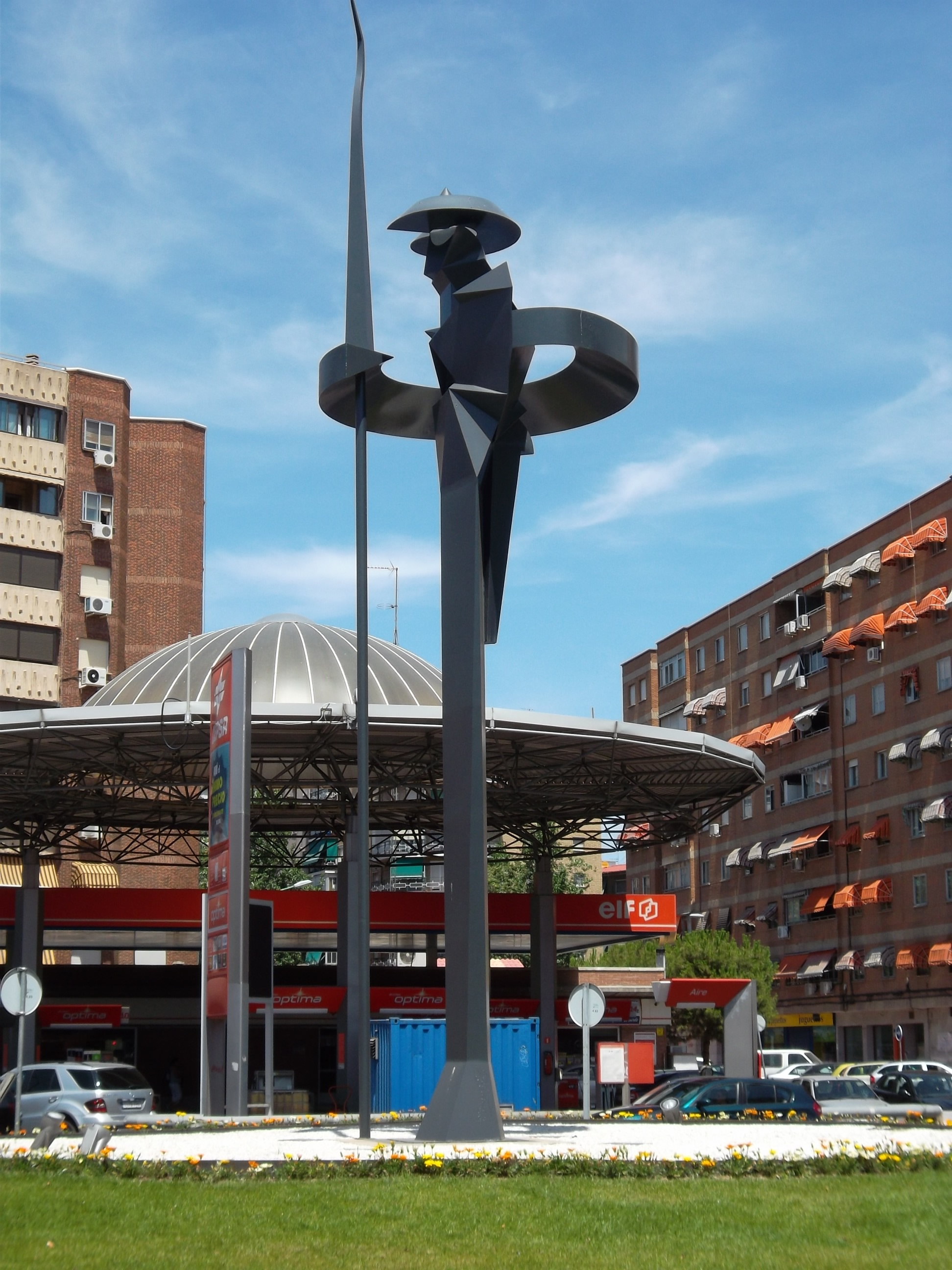
Monumento a Don Quijote (escultura de Enrique Carbajal).

Los atentados del 11 de marzo de 2004 se realizaron contra trenes que pasaron por o partieron de la estación de Alcalá de Henares; un buen número de los heridos y de los dos centenares de víctimas mortales eran residentes en la ciudad.
En 2005 se celebró el IV Centenario de la publicación de El Quijote.
La Ley de Modernización de las Administraciones Locales o «Ley de Grandes Ciudades» prevé la consideración de "gran ciudad" para Alcalá, lo que otorgará más competencias y autogobierno al ayuntamiento.[cita requerida] Una de las consecuencias visibles es la reducción de los 9 distritos (delegaciones municipales) a las 5 Juntas de Distrito: Centro, Norte, Sur, Este, Oeste.